# 国鉄457系電車
国鉄457系電車（こくてつ457けいでんしゃ）は、日本国有鉄道（国鉄）が設計・製造した交直両用急行形電車。
本項では、同じ用途で設計・製造された451系、453系、455系、471系、473系、475系の各系列についても解説する。

## 概要
| 50 Hz | 60 Hz | 電動機出力    | 抑速ブレーキ |
| ----- | ----- | ------------- | ------------ |
| 451系 | 471系 | 100 kW (MT46) | なし         |
| 453系 | 473系 | 120 kW (MT54) | なし         |
| 455系 | 475系 | 120 kW (MT54) | あり         |
| 457系 |       | 120 kW (MT54) | あり         |

1958年に運用開始された153系電車は、車体の両端に出入台を設け全席をボックスシートとしたことで客車を上回る居住性を実現し、利用者からは好評であった。また、1950年代半ば以降は変電所など地上設備の数が少なく済み、初期コストが少なくなる交流電化を地方線区中心に推進した結果、直流電化区間との直通車両が要求され、交直流いずれの電化区間も走行できる急行形電車が必要となった。このため153系をベースとした交直両用電車として開発されたのが、本グループの第1弾となる451・471系である。本グループは、増備過程での主電動機出力の変更や勾配抑速ブレーキの有無や、さらに対応する交流電源周波数により細かいグループに分類されている（右表を参照）。
本系列は東北地方や北陸、九州といった交流電化地域を中心に配備され、主に東京都区部や大阪市とを結ぶ急行列車の運用に就いていた。しかし、その後、特急への格上げや新幹線の延伸、快速列車への格下げなどで急行列車自体が減少し、1985年3月改正までに全ての車両が急行運用を終了した。以降は前述した地域の普通列車や快速列車として活躍し、一部は車体更新を受け近郊型の413系・717系へ改造された車両も存在する。
分割民営化時には、JR東日本、JR西日本、JR九州に継承され普通列車として運用されていたが、2000年代以降は車両老朽化に伴う新車への置換えが進められ、廃車が相次いだ。
編成単位では最後まで運用されたJR西日本でも2015年3月14日ダイヤ改正で営業運転を終了しており、2021年6月時点では413系と編成を組成したクハ455-702が保留車扱いながらJR西日本で、同年3月15日付でえちごトキめき鉄道に譲渡されたクハ455-701の2両のみが車籍を有する。えちごトキめき鉄道は2022年、重要部検査に必要な費用（2500万円）の一部をクラウドファンディングで募って目標額（500万円）を超えたことから、2023年1月4日～3月中旬を運休として検査を実施し、その後も現役を継続する予定である。 
前述のように急行運用からいち早く離脱し、近郊型への改造が推進されたこともあり、他の急行形車両である165系電車・キハ58系で多く行われた座席改良車への改造落成は当形式ではクロハ455形1両に留まり、ジョイフルトレインへの改造もない。

## 構造

### 車体
車体は軽量鋼（外板は1.0 mm厚、屋根板は1.2 mm厚）と鋼板形押材を使用し、高運転台構造が採用された点はクハ153形500番台と同じであるが、正面貫通扉付近のデザインは幌枠が突き出ているなど若干異なっており、翌1963年に登場する165系先頭車も本系列に準じたほか、客用扉にはステップを設置した。
塗装は、地色を赤13号（ローズピンク）として窓周りにクリーム4号の帯をまとった「交直流急行色」と称される配色が採用された。60 Hz電源用の車両は、当初識別用のクリーム色の細帯を電動車のみに、後に編成全車の下部に巻いていたが、457系登場後に塗装工程省略の見地からこの細帯は廃止された。

### 主要機器
走行機器は、2両8基の主電動機を制御する1C8M構成のMM'ユニット方式を採用し、Mc車にノッチ戻し制御可能なCS15形電動カム軸多段主制御器・抵抗器・補助電源用電動発電機（MG）・電動空気圧縮機（CP）などの直流機器を、M'車に主変圧器・整流装置などの交流機器と架線との絶縁確保のために低屋根構造とした部分にPS16B形菱形パンタグラフ1基を搭載する。
台車は、枕ばねにダイアフラム式空気ばねを装備したインダイレクトマウント式のDT32・TR69系列を初採用。以後の国鉄特急・急行形電車の標準となった。

## 系列別概説
本グループでは、主電動機出力・交流周波数差異・抑速ブレーキの有無により7系列22形式が新製された。ほぼ同時期に製造された交直流特急型電車では481系・483系・485系・489系が485系、581系・583系が583系といずれも交流50・60 Hz両用とした系列名で総称されるが、本グループでは電動車がMT54形主電動機ならびに抑速ブレーキ搭載する交流60 Hz対応475系が53ユニット、交流50 Hz対応455系が51ユニット製造されており、集大成とされる交流50・60 Hz両用とした457系では19ユニットに製造が留まった。このような経緯から総称は系列を特定しない交直流急行形電車あるいは多数派である455系・475系が広く使用される。

### 451系・471系
国鉄初の交直流急行形電車として1962年に竣工した系列で、451系が仙台地区（東北地方）の、471系が金沢地区（北陸地方）の急行・準急行客車列車置換え・増発用として製造された。機器類は401系・421系と同様であり、車体構造や接客設備は153系に可能な限り準じている。当初は特急形電車として検討されていたが、当時は交直流電車が誕生間もない頃で技術上の課題が若干残されていたため、急行形電車として計画が進められた。
| 系列  | 主制御器 | 主変圧器 | 主整流器 |
| 451系 | CS15形   | TM2B形   | RS5形    |
| 471系 | CS15形   | TM3B形   | RS7形    |

商用電源周波数の相違により電動車に搭載される送油風冷式主変圧器・主整流器が異なることから、50 Hz用が451、60 Hz用が471の系列番号とされたが、商用周波数の影響を受けない制御車・付随車は共用できるため451形とした。
- 大きな相違点が主変圧器にありTM2B形は補助回路用も一体化。TM3B形はそれを独立させて1次側出力を降圧する構造である[8]。

電動カム軸式CS15形制御器・容量20 kVAのMH97-DM61形電動発電機（MG）・MH80A-C1000形空気圧縮機（CP）・MH2019-FK42形電動送風機を搭載する点は両系列共通である。
Mc+M'ユニットは奇数（東海道本線基準で東京方）・偶数（同神戸方）のどちらを向けても運用可能な両渡り構造とし、落成当初は中間のサロ・サハシ451形を境にユニットを背中合せに連結することで編成を組成した。その後、冷房化により三相交流電源を引き通すためにKE5形ジャンパ連結器を追加したため片渡り構造となり、奇数向きに統一して偶数方をクハ451形とした。
運用線区の関係でホーム高さの低い線区が多いためにレール面上970 mmの高さにステップが取付けられた。ただし、1次車のうち制御電動車となるクモハ451-1 - 9・クモハ471-1 - 11・13は、乗務員室側客用扉の戸袋部分で台枠の台車取付部分枕梁と長手方向側梁の結合が実施できなくなり車体強度に問題が発生したため外吊方式とした。しかし雪付着やトンネル入出時にかかる圧力からドアが開くなどのトラブルが生じたことにより、2次車以降は通常の戸袋方式が採用され1次車についても同様の改造を施工。重量が約900 kg増加した。

#### 形式
クモハ451形（1 - 12）
交流50 Hz対応の2等（現・普通）制御電動車で定員76名。主制御器・MG・CPを搭載。乗務員室助士席側後部に機器室としたため側窓がなく、機器室用冷却風取入口が設置されている点が外観上の特徴である。床下艤装の関係上トイレ・洗面所用の水タンクは横手方向に取付けられた。

モハ450形（1 - 12）
クモハ451形とユニットを組む451系の2等中間電動車で定員84名。主変圧器・主整流器・集電装置を搭載する。屋上機器配置の都合でパンタグラフ搭載位置が車体中央に寄ったため台車心皿間距離が他形式に比べて短い。また搭載部は低屋根構造とし該当する室内天井部分は通風器に代えてファンデリア（換気扇）ならびに外気取入口が設置された。本形式とモハ470形は車体側面（2・4位側-東海道本線基準で山側）の主整流器冷却風取入口が2か所が外観上の特徴となっていたが、後述の主整流器交換工事により埋め込まれた。
クモハ471形（1 - 11・13・15）
クモハ451形に相当する交流60 Hz対応の形式。クモハ451形との差異は特にない。車両需給上の点から偶数向き車が2組少なく本形式とユニットを組むモハ470形は12・14が欠番である。

モハ470形（1 - 11・13・15）
モハ450形に相当する交流60 Hz対応の形式。モハ450形とは主変圧器および主整流器の形式が違う以外は同様の装備である。
- 2010年に1・9が4月1日付で廃車されたが、2はその後も改修を受けながら北陸本線で運用された。当時はJRグループで営業運転に投入される最古の国鉄新性能電車でもあったが、2011年4月に廃車となった。

クハ451形（1 - 40）
本系列の2等制御車で定員76名。クハ153・165形が新製時より両渡り構造を採用したのに対し、本系列の当初計画では編成両端を制御電動車としたことから偶数向き片渡り構造で設計・製造された。クモハ451・471形と異なり、乗務員室助士席側後部の機器室がないため出入台用の側窓に変更された。2010年9月に金沢総合車両所所属の30がサハ451形に改造され形式消滅。

サロ451形（1 - 26・101 - 105）
1等車（現・グリーン車）付随車で定員48名。回送運転台を装備し、該当部分には妻面小窓・標識灯・屋根部前照灯を設置する。1978年 - 1986年に廃車となり形式消滅。26はAU12S形分散式冷房装置搭載準備車のため屋根上の通風器配列が異なるほか、1963年製造の増備車は床下にCPを搭載するため100番台に区分された。

サハ451形（1・2・101）
2等付随車で定員84名。0番台2両とCPを搭載した100番台1両の計3両が製造された。1986年に形式消滅となった。

サハシ451形（1 - 16）
2等・ビュフェ合造付随車。客室部定員は36名。床下に自車給電用40 kVAのMGとCPを搭載する。
東北·北陸急行に455·475·457系が投入された後も混用されたが、1977年 - 1978年に廃車となり形式消滅。
ビュフェ部分は新製時からAU12形4基で冷房化されていたが、普通席部分も後年AU13E形2基で全車冷房改造された。
サハシ153形の運用経験に基づいてビュフェ部の構造が改良されており、サハシ153形での「寿司コーナー」に対し本形式では「蕎麦コーナー」が設置された。
本形式から調理用に電子レンジが本格的に採用された。これらのアコモデーションや形態はサハシ165形0番台に踏襲された。

### 453系・473系
基本的に451・471系の主電動機を100 kWのMT46形から120 kWのMT54形へ変更したための形式区分で、163系の交直両用タイプに相当する。McM'電動車ユニットのみの系列で、制御車・付随車については引き続き451形とした。
50 Hz用453系は東北本線急行電車および常磐線準急列車増発のために1963年から21ユニット42両が製造された。
60 Hz用473系は、程なくして475系の製造に移行することが決定していたため1965年2月に予備車補充目的で1ユニット2両のみが製造された。日立製作所笠戸事業所で製造され金沢運転所に配置されたが、1986年に413系への改造により形式消滅した。
主電動機以外には以下の搭載機器と床下機器配置に若干の変更を実施した。
主変圧器
- 内鉄形のTM9形・TM10形[11]

主整流器
- RS5A形・RS22形[11]

主制御器
- カム接触器の容量増大と回路変更[11]

抵抗器
- 103系で実績のある波型抵抗体のMR61形

電動送風機
- 主抵抗器容量増大に伴い強化型であるMH2019-FK42D形[11]

#### 形式
クモハ453形（1 - 21）
上述以外の変更点は、当初より奇数向き片渡り構造、雨樋先端の延長、FRP製水タンクなどがある。
後に5両が717系100番台、2両が455系200番台へ改造され、それ以外はユニットを組むモハ452形と共に1992年までに廃車となり形式消滅した。

モハ452形（1 - 21）
クモハ453形とユニットを組む453系の中間電動車。21および後述のモハ472形はRS22形主整流器に変更したため2・4位側の主整流器冷却風取入口を廃止。

クモハ473形（1）
クモハ453形に相当する交流60 Hz対応形式。

モハ472形（1）
中間電動車でモハ452形に相当する形式。

### 455系・475系
453系・473系をベースに勾配抑速ブレーキを搭載した系列で、東北本線盛岡・鹿児島本線熊本電化開業用・北陸地区増発用として1965年（昭和40年）から製造された。165系電車の交直両用タイプに相当する形式グループで、453・473系からは以下の変更を実施した。
- 比較的勾配の多い地域で運用されることから、下り勾配で発電抑速ブレーキの使用が可能なCS15B形主制御器とした。
- 主抵抗器は容量を増大したMR52A形とした[12]。
- 主抵抗器の容量増大による床下儀装スペースの都合からCPをM'車に移設。耐雪形のMH113A-C2000M形とし、容量を増加[12]。
- 引き続き電動車ユニットは商用周波数の違いから50 Hz用は455系、60 Hz用は475系とした。
- 451・453・471・473系の増備車という一面もあったことから、抑速ブレーキを使用停止して併結を可能にすることを考慮し、回路を別途新設する方法が採用された[注 6]。このため、総括制御用ジャンパ連結器は451・453・471・473系グループのKE58形2基に対し、455・457・475系ではKE76形3基となったことから[注 7] [13]、制御車ならびに付随車は新形式とされたが、451・471系同様に商用周波数の違いによる影響を受けないため455形とされた[13]。

製造開始時に優等列車冷房化計画が発動されていたこともあり、サロ455形は全車が新造冷房車。普通車は、落成時より冷房装置が搭載されているサハシ455形のビュフェ部を除き、後期製造分から冷房装置搭載準備工事施工で落成。サハ455形ならびに電動車ユニットが457系で落成したクハ455-65以降は新造時から搭載となった。

#### 形式
クモハ455形（1 - 51）
交流50 Hz対応の制御電動車。床下艤装は抑速ブレーキ追加に伴う主抵抗器の大型化や空気圧縮機の移設などでクモハ451・453形とは大幅に変更された。製造途中で以下の設計変更が実施された。
- 1 - 36：非冷房で落成。後に分散式のAU13E形を5基搭載して冷房化改造を施工。
- 37 - 42：分散式のAU12S形を6基搭載可能な冷房準備工事車。
- 43 - 51：AU13E形5基搭載冷房準備工事車。

モハ454形（1 - 51）
クモハ455形とユニットを構成する中間電動車。クモハ455形と共に全車が仙台運転所に集中配置されたが、1980年（昭和55年）から1985年（昭和60年）にかけて30 - 32のみが勝田区に転出し、常磐線急行で運用された。製造途中での設計変更を以下に示す。
- 9 - 36（1965年11月以降製造車）：パンタグラフ搭載低屋根部のファンデリアを2基に、外気取入口を3組から6組に増強。
- 37 - 42：AU12S形4基搭載冷房準備工事車。冷房能力の点から集中式のAU72形に変更されたため、搭載施工に際して屋根と天井の大改造を実施。
- 43 - 51：AU72形集中式冷房装置搭載準備工事車。

クモハ475形（1 - 53）
交流60 Hz対応の制御電動車。後に7両がクモハ717形200番台への改造種車となった。クモハ455形と同様の設計変更は以下の車番で実施。
- 1 - 48：非冷房で落成。後にAU13E形5基搭載で冷房改造を施工。
- 49 - 51：AU12S形6基搭載冷房準備工事車。
- 52・53：AU13E形5基搭載冷房準備工事車。

モハ474形（1 - 53）
クモハ475形とユニットを構成する中間電動車。7両がクモハ716形200番台への改造種車となった。九州地区と北陸地区に配置されたが、両地区に所属した車両はユニット40のみで1968年（昭和43年）に南福岡電車区→金沢運転所の転属記録がある。モハ454形と同様の設計変更は以下の車番で実施。
- 35 - 48（1965年11月以降製造車）：ファンデリア増設仕様車。
- 49 - 51：AU12S形4基搭載冷房準備工事車
- 52・53：AU72形集中式冷房装置搭載準備工事車。

クハ455形（1 - 75）
制御車。全車冷房電源用に自車を含めて4両まで給電可能な110 kVA MGを搭載するが、冷房搭載に関する準備工事は以下の車番となるほか、出入台部通風器が未設置などの差異がある。
- 1 - 61：非冷房→AU13E形5基搭載改造施工
- 62 - 64：AU12S形6基搭載冷房準備工事車。
- 65 - 75：AU13E形5基搭載新製冷房車。

サハ455形（1 - 8）
1971年（昭和46年）に製造された付随車。全車が新造時からAU13E形分散式冷房装置6基と冷房電源用110 kVA MGを搭載する。
全車金沢運転所に集中配置されたが、1・2は1983年（昭和58年）から1984年（昭和59年）にかけて、7は1975年（昭和50年）から1985年（昭和60年）にかけて勝田電車区に転属の記録がある。
2010年（平成22年）4月に一旦廃形式となった。

サロ455形（1 - 45）
グリーン車。普通車の冷房化以降は三相交流引通線が新設された。
1 - 41：AU12S形分散式冷房装置6基と自車冷房電源用に20 kVA MG搭載。後に普通車も冷房化されたため、北陸地区配置車を除いて4両まで給電可能の110 kVA MGに換装を施工した。
42 - 45：1970年（昭和45年）製造の最終グループ。AU13E形冷房装置5基と冷房電源用110 kVA MG搭載の設計変更を実施。

サハシ455形（1 - 26）
普通ビュフェ合造付随車。モハ454・474形のCP容量を倍増したため、サハシ451形とは異なりCPは未搭載。ビュフェ部分は新製時からAU12形4基で冷房化されていたが、普通席部分も後年AU13E形2基で全車冷房改造された。
近畿車輛が製造した1 - 20と、日本車輌が製造した21ならびに日立製作所が製造した22 - 26では一部仕様が異なり、後者はビュフェ部窓側テーブル前にFRP製椅子が設置されたほか、デッキに通風器を増設。南福岡配置車両は麺類コーナー部分の暖簾を「うどん」とした。
本形式は仙台運転所・南福岡電車区に新製配置とされたが、南福岡配置車両は1968年（昭和43年）に14・16が仙台運転所に、18・22・24が金沢運転所に転出しており、主要3地区で運用された。さらに南福岡残存車も1970年（昭和45年）10月1日ダイヤ改正で鹿児島運転所に、1975年（昭和50年）3月10日ダイヤ改正で大分電車区に転出したほか、編成組成上、冷房電源を確保する理由によりMGを40 kVAから110 kVAに換装された。

### 457系
455系・475系をベースに50・60 Hz両用の3電源対応とした系列で、1969年に登場した。制御車・付随車は引き続き455形とされた。1969年から1971年にかけてMc+M'ユニット19組38両が製造され、東北・北陸・九州地区に配置された。
主変圧器を50・60 Hz両対応のTM14形に変更、全車が新製時から冷房装置を搭載する。
2015年5月に16が廃車され廃系列となった。
クモハ457形（1 - 19）
制御電動車。新造冷房車のため後位トイレ・洗面所側出入台部の通風器は装備しない。

モハ456形（1 - 19）
クモハ457形とユニットを組む中間電動車。新造冷房車のため低屋根部のファンデリアおよび外気取入口は省略された。
当初搭載されたTM14形主変圧器は、絶縁油に毒性の強いPCB（ポリ塩化ビフェニル）を使用していたため1978年 - 1985年にシリコーン油を使用するTM20形への交換が施工された。
クモハ457+モハ456製造分類
| 車両 番号 | 製造 年次 | 製造 メーカー | 新製 配置 | 最終 配置 | 廃車 年次 | 備考                                 |
| 1         | 1969      | 東急          | 仙台      | 仙台      | 2002      |                                      |
| 2         | 1970      | 川重          | 鹿児島    | 鹿児島    | 2007      |                                      |
| 3         | 1970      | 川重          | 鹿児島    | 大分      | 2004      |                                      |
| 4         | 1970      | 川重          | 鹿児島    | 大分      | 2004      |                                      |
| 5         | 1970      | 川重          | 鹿児島    | 大分      | 2005      |                                      |
| 6         | 1970      | 近車          | 鹿児島    | 大分      | 2006      |                                      |
| 7         | 1970      | 近車          | 鹿児島    | 大分      | 2006      |                                      |
| 8         | 1970      | 近車          | 鹿児島    | 大分      | 2006      |                                      |
| 9         | 1970      | 東急          | 鹿児島    | 鹿児島    | 2009      |                                      |
| 10        | 1970      | 東急          | 鹿児島    | 大分      | 2006      |                                      |
| 11        | 1970      | 東急          | 仙台      | 仙台      | 2008      |                                      |
| 12        | 1970      | 東急          | 仙台      | 仙台      | 2008      |                                      |
| 13        | 1970      | 東急          | 仙台      | 仙台      | 2007      |                                      |
| 14        | 1970      | 川重          | 鹿児島    | 大分      | 2011      | 1995年 クモハ717・716-901に改造      |
| 15        | 1970      | 川重          | 鹿児島    | 鹿児島    | 2010      |                                      |
| 16        | 1971      | 川重          | 金沢      | 金沢      | 2015      |                                      |
| 17        | 1971      | 川重          | 金沢      | 金沢      | 2011      | 2010年 クモハ457-17→モハ457-17に改造 |
| 18        | 1971      | 近車          | 金沢      | 金沢      | 2014      |                                      |
| 19        | 1971      | 近車          | 金沢      | 金沢      | 2014      |                                      |

## 国鉄時代の改造車
冷房化改造を含む大きな改造工事について解説する。

### 冷房化改造

#### サロ451形の冷房化
非冷房車あるいは冷房準備車として登場したサロ451形の冷房化改造は、1967年度に開始された。新製冷房車と同じく屋根上にAU12S形6基を搭載し、床下には冷房電源用MGとして自車給電のMH122-DM76A（出力20 kVA）が搭載された。

#### 普通車の冷房化
普通車の冷房化改造は1969年度から1975年度にかけて実施された。非冷房車ならびにAU13E形・AU72形による冷房準備車のグループは、クモハ・クハにAU13E形5基、モハにAU72形1基、サハにAU13E形6基、サハシの客室部にAU13E形2基を設置した。AU12S形による冷房準備車のグループはクモハ・クハにはAU12形5基を搭載したが、モハはAU12形4基では冷房能力が不足するためAU72形1基の搭載に変更された。
冷房電源用の引き通し線を新設したため、クモハ・モハのユニットは奇数向きに固定された。クモハ、サハには床下に冷房電源用MGとしてMH128-DM85（出力110 kVA）を搭載し、自車を含む最大4両へ給電可能とした。サロ451・455形にも引き通し線が設置されたほか、冷房電源用MGが金沢運転所所属車を除いてMH128-DM85に換装されている。

### 国鉄時代の改番を伴う改造車
系列内での形式改造車ならびに他系列から編入改造が施工された車両について解説する。

#### サロ451-107 - 119
サロ451形のうちCP装備車は100番台に区分されるが、新製時から装備していた101 - 105とは別に1965年から1979年にかけて大井工場（現・東京総合車両センター）で0番台13両にCP搭載改造を施工した。なお106は欠番である。
- サロ451-1 - 9・21・22・13・26→サロ451-107 - 119

#### クハ455形200番台（201）
1973年に仙山線での踏切事故により廃車となったクハ455-45の補充として、1975年3月26日に余剰車となっていた金沢運転所所属のサハシ455-18に郡山工場（現：郡山総合車両センター）で先頭車化改造を施工。クハ455形最終増備車同様の車体であり、車体長も新製車とまったく同一である。AU13E形5基および冷房電源用110 kVAのMGが搭載された。1993年に廃車。
- サハシ455-18→クハ455-201

#### サロ455形200番台（201 - 203）
1968年10月のヨンサントオ改正での急行「ざおう」電車化で、奥羽本線に乗り入れる仙台運転所の付属編成は勾配抑速ブレーキを装備した455系に限定することになり、サロ455形が不足した。1969年にサロ451形3両をサロ455形に改造する工事が施工され、200番台に区分された。
- サロ451-23 - 25→サロ455-201 - 203

#### 453系の455系編入（455系200番台）

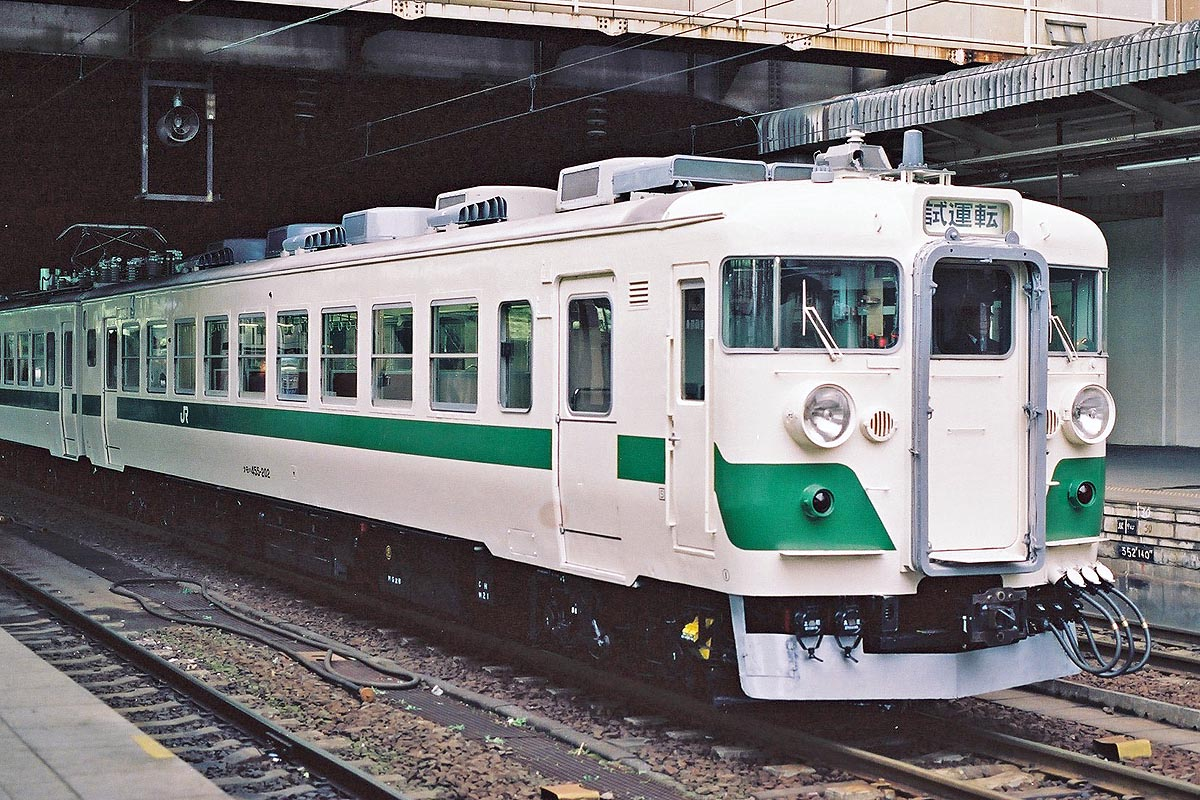
クモハ455-202

1978年10月ダイヤ改正を機に仙台運転所（現・仙台車両センター）の急行形車両形式統一が図られ、453系の455系編入改造工事が郡山工場で施工された。改造対象はクモハ453形・モハ452形・クハ・サロ451形（0番台）でMc車の主制御器・主抵抗器の交換（これに伴い床下水タンクが撤去されたためトイレ・洗面所も同時に撤去）、Mc・Tc車の主幹制御器の交換、各車両に抑速ブレーキ引通線増設などの改造が1978年 - 1979年に施工された。このグループはオリジナルの455系と異なり、CPの大容量化とM'車への移設は施工されておらず、CPの配置は元車両のままとなった。
- クモハ453・モハ452-19 - 21→クモハ455・モハ454-201 - 203
- クハ451-25・26→クハ455-202・203
- サロ451-14 - 20→サロ455-204 - 210

以上15両の改造が計画されたが、
- クモハ453・モハ452-19→クモハ455・モハ454-201
- サロ451-14・18→サロ455-204・208

この4両は車両需給上計画番号にとどまり、実際には改造工事が行われず欠番となった。クハ455-201とともに仙台運転所に配置され、主に東北本線などで運用されていたが、719系や701系の投入に伴い、クヤ455-1に再改造されたクハ455-203以外は1994年に廃車された。

#### クハ455形500番台

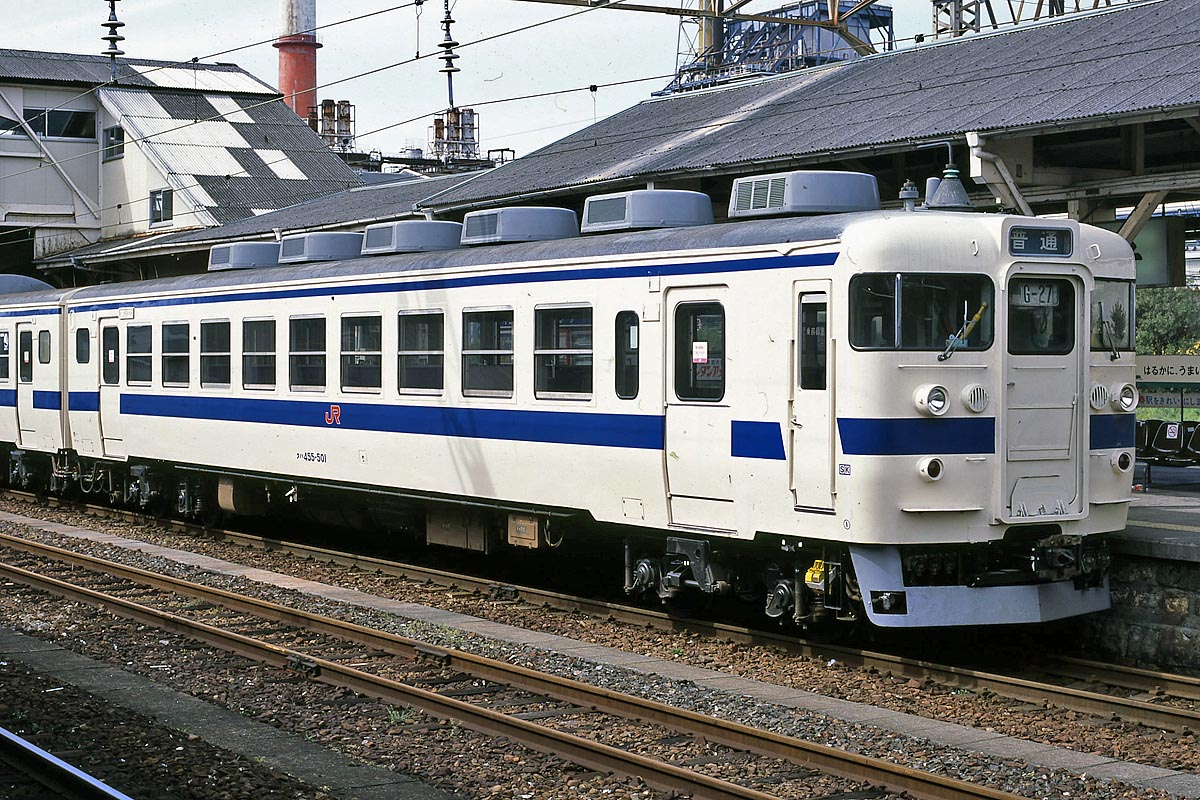
クハ455-501

1984年2月1日国鉄ダイヤ改正に伴う普通列車転用で不足する制御車化改造の皮切りとして、サハ165形を先頭車化して455系に編入したもので、1983年に5両が改造された。同時期に実施した115系や581・583系→715系と同じく、あらかじめ配線・配管などを含めた完成済みの運転台ブロック（運転台ユニット）を製作し、既存構体に接合するブロック接合工法で施工した。これは後述の600番台も同様である。
300・400番台と異なり、新設された運転台はクハ411形500番台に準じたものであるため、外観および運転台の交直切替スイッチ周りにわずかな差異がある。これは455系の製造時期が古く、既に当初の運転台部品の入手が不可能なためで、運転台機器配置を455系に合わせたためである。九州向けの501のみ近郊形仕様として出入口寄り前後の座席をロングシート化したが、東北向けの502 - 504はそのままの座席配置とした。501のみ種車同様AU13E形6基が搭載されたが、それ以外は前位寄の1基が新設した前位デッキに支障するために撤去された。東北向けは寒冷地仕様で、耐雪ブレーキの新設などが施工されている。
- サハ165-1 - 4・6→クハ455-501 - 505

#### クハ455形300番台

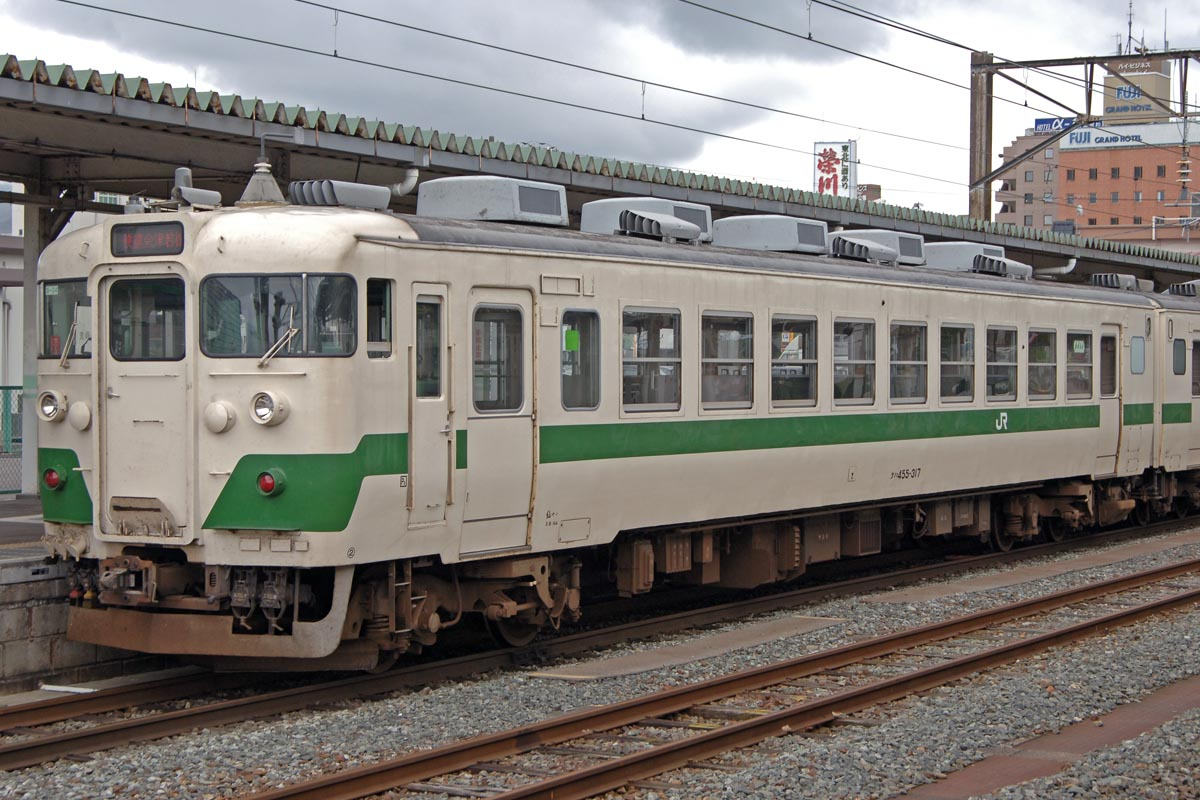
クハ455-317

1985年3月14日国鉄ダイヤ改正に伴う普通列車への転用・短編成化では制御車が不足することとなった。本区分番台は1984年 - 1985年にクハ165・169形900番台24両へ本系列編入やドアステップ設置などの改造施工をしたグループである。同ダイヤ改正に合わせて400番台、600番台も施工された。
特徴として架線電圧検知アンテナ台座がオリジナル車では角錐形状でホイッスルが埋め込まれているのに対し、改造車は円錐形状でホイッスルが独立して取付られた。
- クハ165-139・140・143・145 - 147・156・157・159 - 161・169・171・179 - 181・185・186・188・189・クハ169-901 - 904→クハ455-301 - 324

#### クハ455形400番台

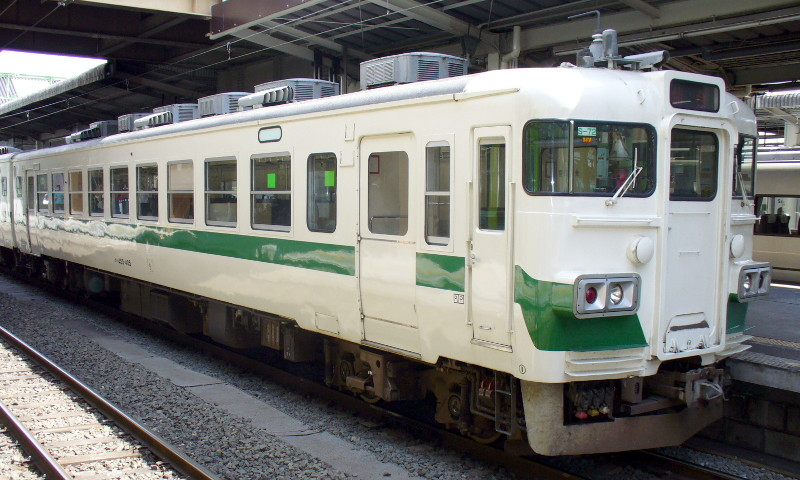
クハ455-405

300番台と同じくクモハ165・169形900番台を電装解除の上編入したもので、1984年 - 1985年に5両が改造された。300番台と同じくドアステップや架線電圧検知アンテナ設置、台車をTR69系への振替が行われたが、種車の関係で前部デッキ屋根上通風器形状が異なり、種車の主電動機冷却風取入用通風器が存置されるなど僅かな差異が見られるが、後に401と405ではこれを撤去した。
- クモハ165-107・クモハ169-901 - 904→クハ455-401 - 405

#### クハ455形600番台

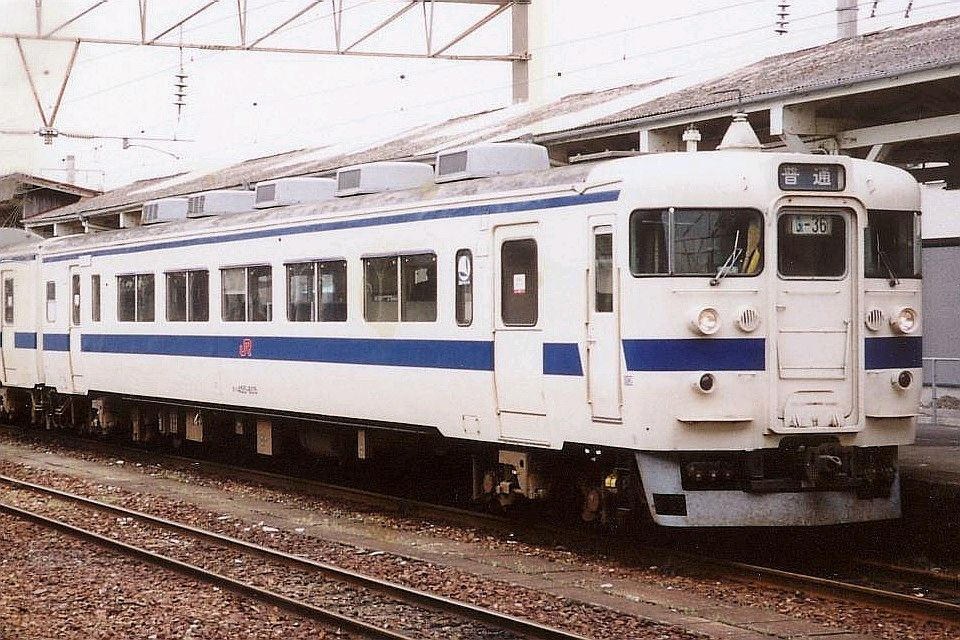
クハ455-605

サロ455・165形を制御車化と同時に普通車格下げした改造で、1984年 - 1985年に11両が施工された。
外観・車内設備を含めて種車のものがそのまま活かされているが、前位デッキと競合する冷房装置は撤去された。
サロ455形を種車とする601 - 605はグリーン車特有の2連窓であるが、サロ165形を種車とする606 - 611はサロ時代に2段式ユニット窓改造施工。また冷房装置は602 - 605・611はAU13E形。その他がAU12S形であるなどの差異がある。サロ455形の側窓構造は一段下降窓であり、車体の腐食が大きいことから、比較的新しい車両と状態の良い車両が選ばれた。
サロ165形からの改造車は20kVA電動発電機（MG）を撤去し、新たに110kVAのMGを新設した。サロ455形からの改造車は種車の110kVAのMGを継続使用した。
シートは近郊形改造した車両のロングシート部分を除き種車のグリーン車用リクライニングシートがそのまま残されたが、1996年6月以降に行われた更新工事の際に一般のボックス式クロスシートに交換された車両では、窓と座席間隔は合わない。
- サロ455-36・42 - 45・サロ165-101・122 - 124・129・133→クハ455-601 - 611

#### クハ455形700番台
| クハ455-701 |  | クハ455-702 車内 |
| クハ455-701 |  | クハ455-702 車内 |

471・473系の更新改造車である413系と編成を組成するためサハ455形を松任工場で先頭車化改造した車両。701が1986年に、702が1987年に施工された。経年20年以上であった451・453・471系改造車と異なり、種車が経年15年程度であったため車体更新は未施工である。
外見の変更点は、車体中央部の側窓間にMG風道吸気口を合計4箇所新設・側面窓の一部を固定化ならびに上部へ電動行先表示器を装備。また413系に準拠した運転台を設置し、半自動扱いを可能とするため戸閉機械を廃車発生品のTK4形へ取替えた上で側引戸には取手が追加された。
引通線も413系に合わせて変更されており、ジャンパ連結器も413系用のKE96形を装備するため475系の制御車としては使用できない。また種車の冷房用110 kVAのMGはクハ412形に合せて制御電源兼用に改造済である。
車内はデッキを撤去。座席はボックスシートを中央8組のみとし、両端はロングシート化した上で端部に風防の取付を施工。
- サハ455-1・6→クハ455-701・702

### 国鉄時代の改番を伴わない改造
機器類・車体の更新を除いた改造について解説する。

#### モハ450・470形主整流器交換工事
1969年から普通車の冷房化改造が開始されたが、主整流器がモハ450形のRS5 (A) 形、モハ470形のRS7 (A) 形のままでは整流能力が不足するため、モハ402・422形に使用されていたRS22・RS22A形と振り替える改造工事が冷房化改造と同時に施工された。

#### タブレット対応
仙山線用は1985年3月まで通票閉塞を施行しており、タブレットキャリアを走行中に授受するため運転台後位の客扉を締切り窓部に保護枠を設置した。

#### 前面強化改造（国鉄）
勝田電車区と金沢運転所に所属する車両の一部先頭車において、前面強化改造と前照灯のシールドビーム化が1978年度から1982年度にかけて施工された。同様の改造はJR西日本やJR九州に承継された475系・457系の一部にも施工されている。

#### 北陸地区先頭車の種別窓埋込み

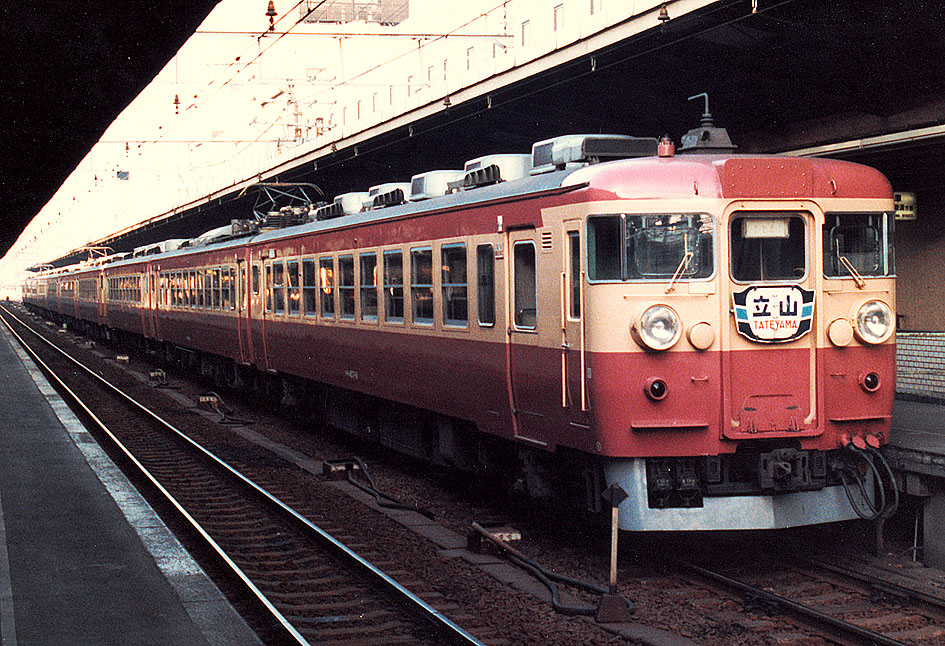
475系種別幕埋込車の急行「立山」（1982年）

北陸地区では冬期に氷柱（つらら）による前面列車種別表示窓のガラス破損が相次いだため、1981年度から1985年度にかけて種別窓の埋め込みが実施された。種別窓の部分は鉄板で塞がれたが、鉄板のサイズは工事時期により異なっている。

#### 近郊化改造

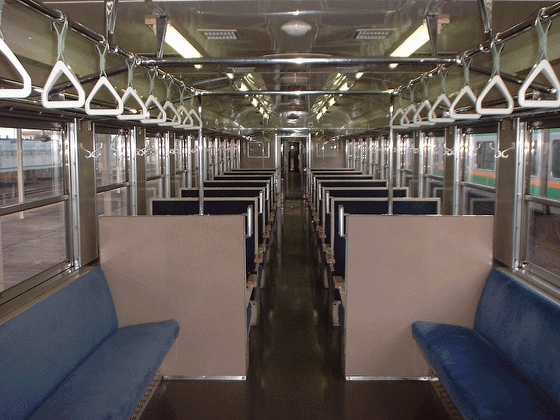
近郊化改造された東北地区モハ454形の車内（2003年）

1982年11月15日国鉄ダイヤ改正では九州地方の、1985年3月14日国鉄ダイヤ改正では東北・北陸地方の電車急行が全廃となった。捻出された本系列は普通列車で運用されている旧型客車の置き換えに転用されることになり、1983年から一部車両に以下の近郊形対応改造を施工した。
- 洗面所の撤去。
- 車端部座席のロングシート化。
- 吊手の新設や一部車内仕切りの撤去。

なお、走行性能には手が加えられていないため、近郊形対応改造後も営業最高速度110 km/hは変わっていない。このため、それまで100 km/hであった近郊形普通列車の最高速度が引き上げられるという効果もあった。
他系列からのクハ455形改造車では近郊化改造と同時施工したケースのほか、地方都市圏の輸送改善を目的に車体更新によって近郊形電車に改造した例もある。詳細は国鉄413系・717系電車を参照。

#### 特別保全工事
車両の延命を図るため、1985年から1990年にかけて他系列と同様の特別保全工事が実施された。屋根や外板の補修、窓枠交換、床材や配線の引き直しなどの工事が行われている。

#### 半自動ドア対応改造
413系・717系0・100番台との併結運用対策で客扉の冬季半自動扱いに対応する改造を一部車両に施工した。

## JR各社の改造車

### JR東日本の改造車

#### 車両更新工事・リニューアル工事

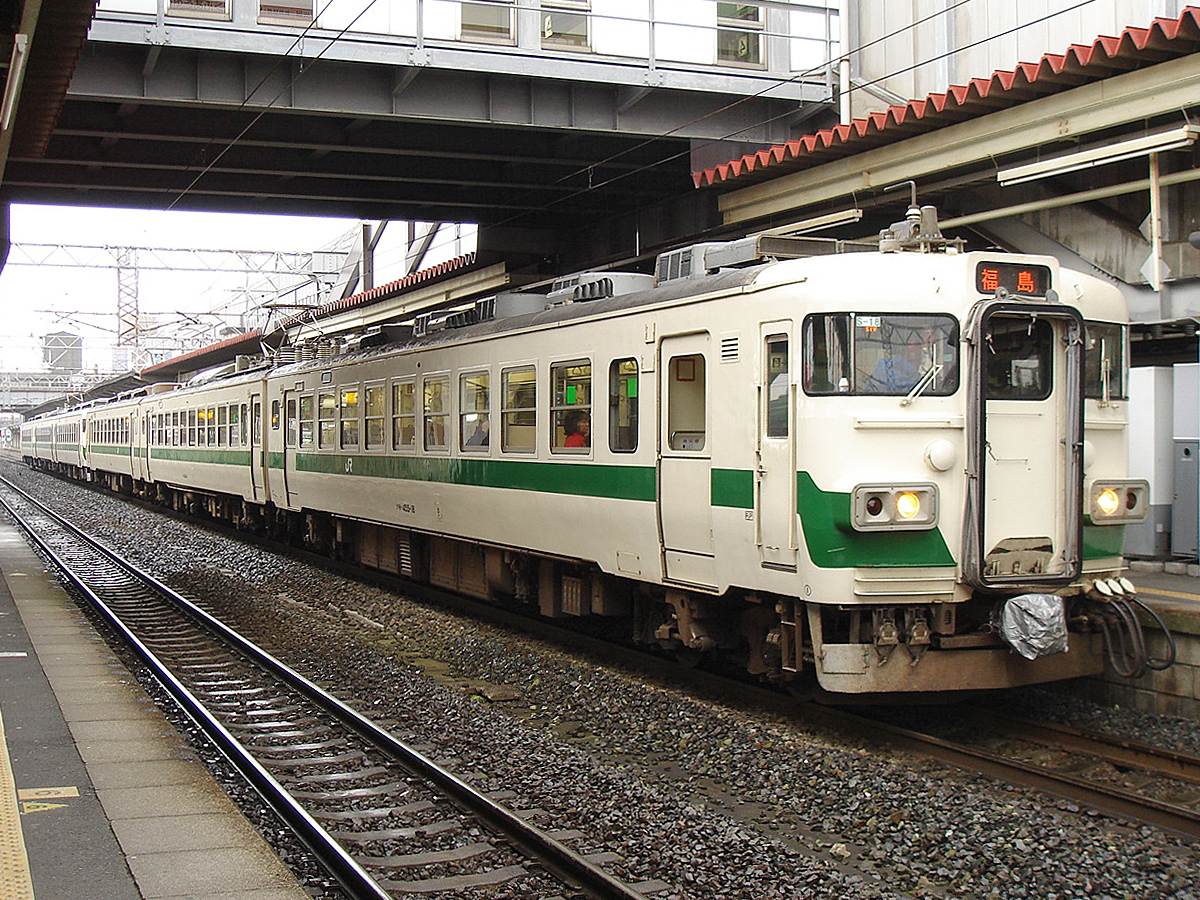
455系の車両更新工事施工車（2006年）

JR東日本では20年程度の延命を図る車両更新工事が実施されたが、455・457系においても1988年度より48両で施工された。外板の張替えや内装アコモデーション更新などが実施されたほか、前頭部の前照灯・標識灯は角型の一体構造となった。各車とも側面には行先表示器の準備工事も行われている。
1999年度からは機器類の故障防止と信頼性向上を目的としたリニューアル工事が開始され、455・457系の車両更新工事施工車48両に施工された。クモハ車の制御用電動発電機とクハ車の冷房用電動発電機を撤去してクハ車に制御・冷房電源兼用のSIV（静止型インバータ）を設置したほか、台車は密封ころ軸受としたDT32L・TR69Lに変更されている。

#### クロハ455形（磐越西線用）
1990年に会津若松地区の活性化および新幹線乗り換え客へのサービス向上を目的とし、磐越西線快速「ばんだい」へグリーン車を連結することとなり、郡山工場が1両をグリーン・普通合造車へと改造したものである。
- 前位側の側窓3区画を固定窓に交換してグリーン室に変更。
- 従来の座席は全て撤去し、グリーン室には横4列（2+2列）のフリーストップ式リクライニングシート[注 14]を12席、指定席として使用する普通室は特急普通車用の簡易リクライニングシートを36席設置。
- グリーン室の天井は平天井として、照明をダウンライトに変更。
- グリーン室の床面には絨毯を敷設。
- グリーン室・普通室ともに荷棚取替え。グリーン室の荷棚には読書灯を設置。
- グリーン室・普通室ともに横引きカーテンに交換。
- 仙台配置の本系列はJR化後にクハ455形を除いてトイレ・洗面所を撤去・閉鎖したが、本形式では撤去して荷物置場・電話室としたため編成を組むモハ454-40のトイレ・洗面所を残存させた。
- 組込み編成（S-40編成）は1997年に当時運行していた特急「ビバあいづ」のグリーン車の向きに合わせて方向転換を実施。他編成との連結を考慮してジャンパ連結器など引通しの逆向き改造も同時施工。

当初は仙台色で緑色帯を二重の塗装にされたが、その後は磐越西線専用塗装に変更。1999年の磐越西線専従運用終了後は、グリーン客室をそのまま普通車扱いとして運用。車体は2005年6月まで「BAN-ETSU LINE 455」のロゴを消していたが、同年7月以降は再度「あいづデスティネーションキャンペーン」により磐越西線運用に復帰。ただし、キャンペーンキャラクター「あかべぇ」のステッカー貼付は未実施とされた。
- クハ455-44→クロハ455-1

#### 訓練車への改造（クヤ455-1）
JR東日本では、1991年から乗務員を対象に定期的に行う異常時の取扱いや応急処置等の教育訓練に保留車を活用することになった。455系ではクハ455形をベースとし、室内は座席を一部撤去、テーブルとパイプ椅子を持込みミーティングルームとし、備品収納用ロッカーや視聴覚教育用モニタ、ビデオを搭載したクヤ455形に改造。クモハ455・モハ454-1と編成を組み、塗装は交直流急行色に白帯と「訓練車」の表記が入れられていた。2006年11月14日、編成に組まれていたクモハ455-1が鉄道博物館に収蔵されるため、郡山総合車両センターへ廃車回送されて形式消滅した。
- （クハ451-26→）クハ455-203→クヤ455-1

#### 前面強化改造（JR東日本）

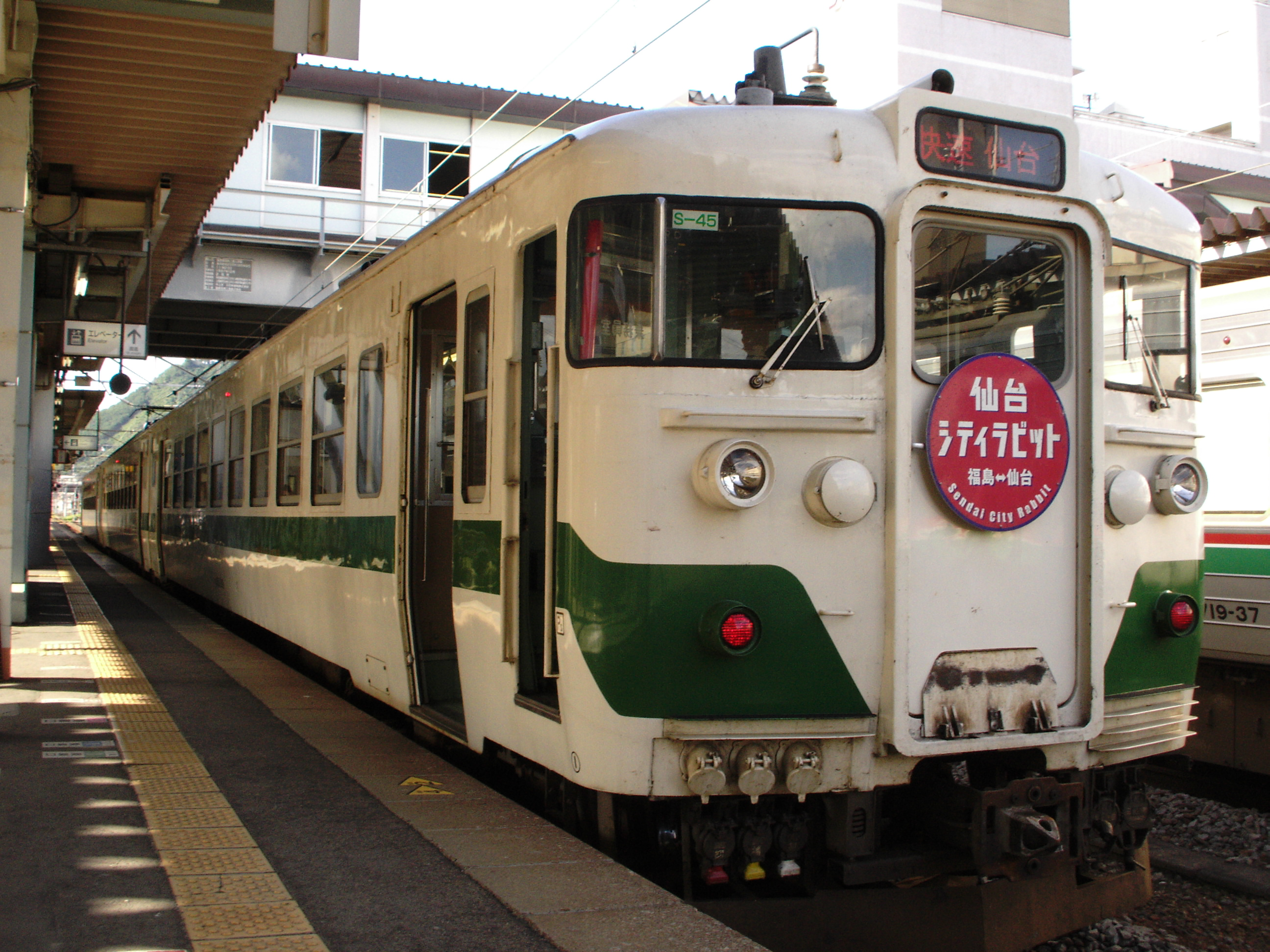
クハ455-316
前面強化工事施工車

JR東日本では1992年に発生した成田線大菅踏切事故後、踏切事故で乗務員保護のために前面を補強する工事を積極的に進め、本系列も対象となった。
時期によってステンレス板での補強のところ鉄板で施工した例やアンチクライマーを装備・未装備などの差異がある。

### JR西日本の改造車

#### 延命NA・NB工事

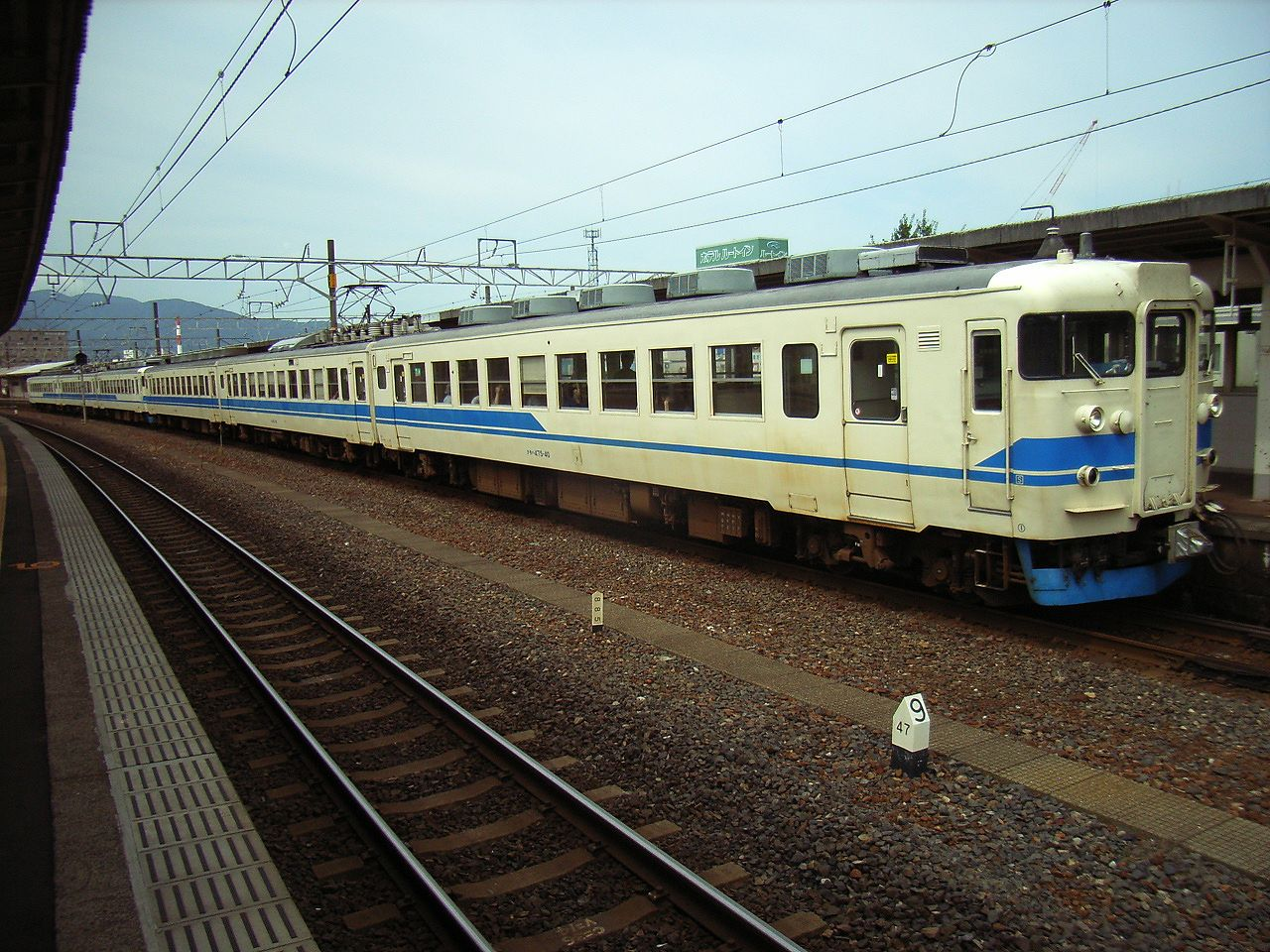
475系の延命NB工事施工車（2008年）

JR西日本では1988年度より車内のアコモデーション向上を図った延命NA工事が開始された。また、1993年度からは製造後40年の使用を目的とした延命NB工事が施工されている。
延命NB工事では側面窓が上段下降・下段固定のユニット窓に変更されたほか、客用扉には冬期の半自動化により取手が設置された。また屋根上通風器の撤去や前照灯のシールドビーム化も行われている。この工事は413系への更新を予定していたものの計画変更で更新されなかったものが対象に含まれており、近郊化改造も併せて施工された。

#### 471系の主電動機交換
運転時省力化ならびに保守時合理化を目的にクモハ473・モハ472形とほぼ同一動力性能とするため、クモハ471・モハ470形の主電動機をMT46形から他系列車廃車発生品のMT54形に交換する改造工事。1991年3月から12月にかけて松任工場で1・2・9の3ユニット6両へ施工した。

#### LED行先表示器・車外スピーカー設置
JR西日本では1996年に475系列において従来の行先表示板（サボ）の掲出を廃止したが、2000年より一部編成の中間車において側面にLED式の行先表示器が設置された。同時期には一部車両で車外スピーカーも設置されており、先頭車の大半と中間電動車の一部で設置されている。

#### 運転台使用停止と中間車化
2005年のJR福知山線脱線事故を受けた省令改正で先頭車へのEB装置（緊急列車停止装置）と運転状況記録装置の設置工事が開始されたが、455系列は経年を考慮して一部先頭車への設置が見送られ、中間車の形式に変更された。2010年に金沢総合車両所所属の3両編成x8本を6両固定編成x4本へ組成変更する際に、中間封じ込みとなるクモハ457・クモハ471・クモハ475・クハ451・クハ455各形式の運転台機器使用停止措置を松任本所で実施。その際に形式変更を行い以下の編成が組成された。
| ← 米原直江津 → |          |          |          |          |            |
| クハ 455       | モハ 474 | モハ 475 | サハ 455 | モハ 474 | クモハ 475 |
|                | 組込車   |          |          |          |            |

- 背景色が■の箇所が形式変更車

外観に変化はなく表記上ATS-SWも整備状態とされた。
521系の導入進行により系列消滅となった。
- クモハ457-17→モハ457-17
- クモハ471-2→モハ471-2
- クモハ475-47・50→モハ475-47・50
- クハ451-30→サハ451-30
- クハ455-20・62・64→サハ455-20・62・64

### JR九州の改造車

#### 客室拡大・客室改良改造
国鉄時代の近郊化改造車ではラッシュ時の乗降に時間を要したため、使用停止されていたトイレを撤去してロングシートを増設、デッキ仕切りを撤去する改造が1988年度より施工された。また、1996年度からはクハ455形600番台の一部でクロスシートをリクライニングシートからボックスシートに交換し、ロングシート部を拡大する工事も施工されている。

## 他系列への改造車
他系列への改造車は1986年に近郊型への更新による413系・717系が登場した。

### 413系・717系基本番台への改造

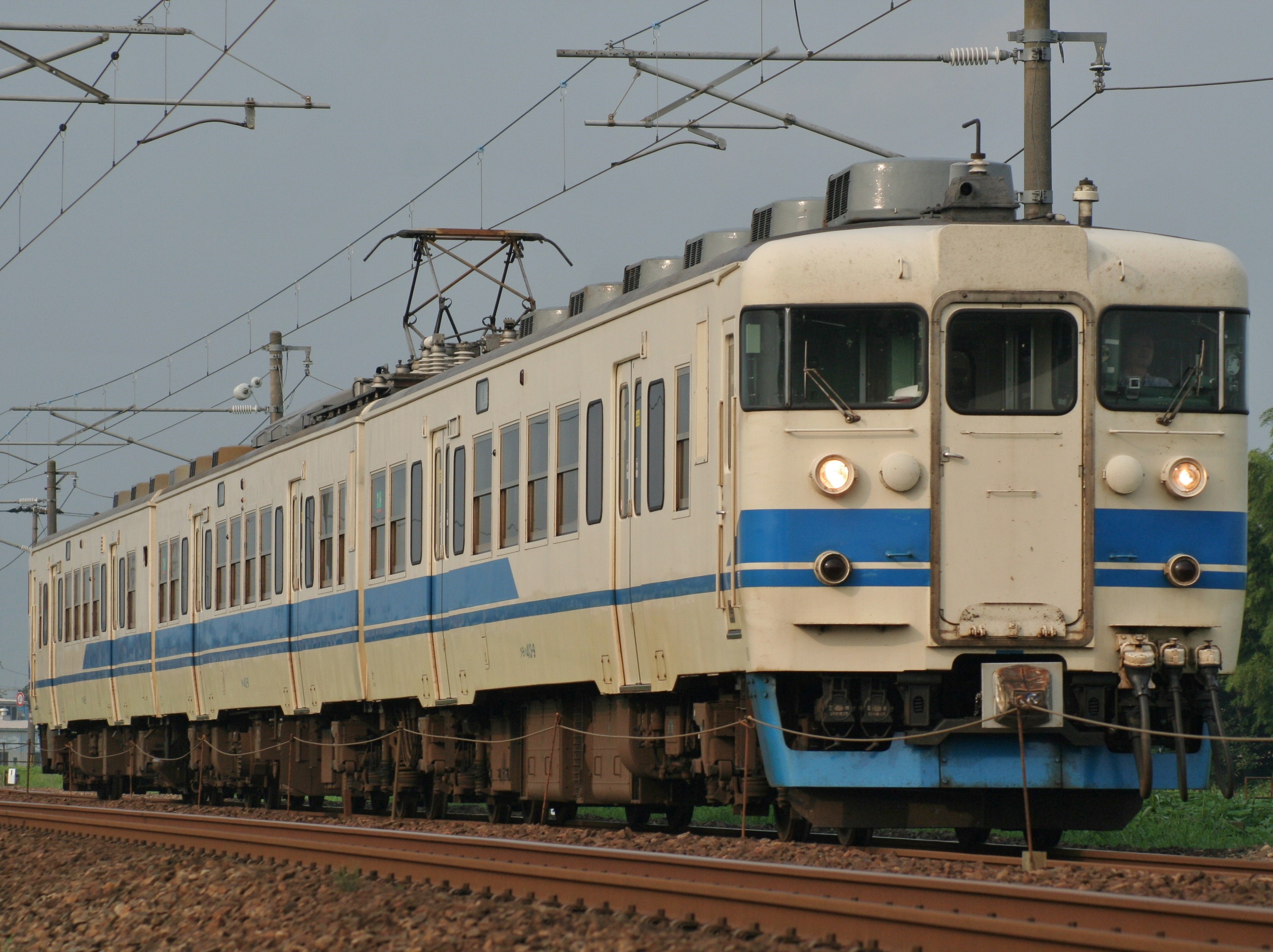
北陸地区向け413系（2010年）

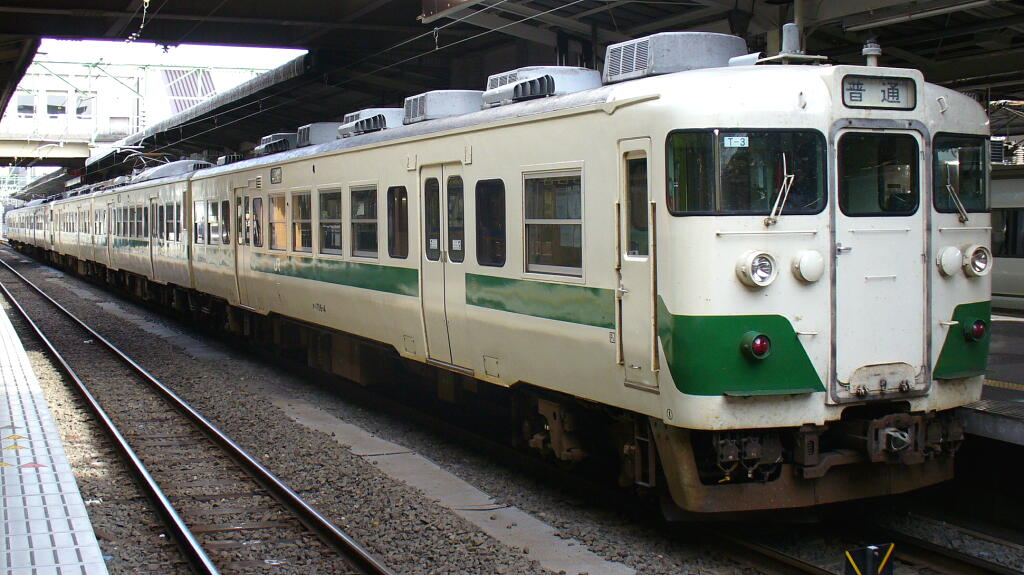
東北地区向け717系（2007年）

経年の高い451系・453系・471系・473系の各系列において、機器流用の上で417系に準じた両開き2扉セミクロスシートの車体を新製する更新を行うこととなり、国鉄末期の1986年に北陸地区向けの交直流車413系、東北地区向けの交流車717系が登場した。
編成はクモハ413形・モハ412形・クハ412形あるいはクモハ717形・モハ716形・クハ716形の3両編成で、1985年度から1990年度にかけて413系31両、717系30両の合計61両が改造された。413系への改造対象車と編成を組んでいた車両のうちサハ455形2両は車齢が浅かったため、車体更新を行わず既存車体で先頭車化改造したクハ455形700番台として413系編成に組み込まれている。
電動車は種車が451系・471系のものは0番台、453系・473系のものは100番台に区分された。動力のない制御車は種車に関係なく0番台に区分されている。車体は417系に準じた両開き2扉セミクロスシートとされた。トイレはクハ412・716形に設置された。
主電動機は0番台がMT46系からの換装でMT54B形またはMT54D形、100番台は種車と同じMT54形とされた。クモハ413・モハ412-8は種車のMT46B形のまま改造され、1990年度にMT54系へ換装されている。電動発電機は制御・冷房電源兼用として容量110 kVAのMH128D-DM85D形がクハ412・716形に設置された。

### 717系200番台への改造

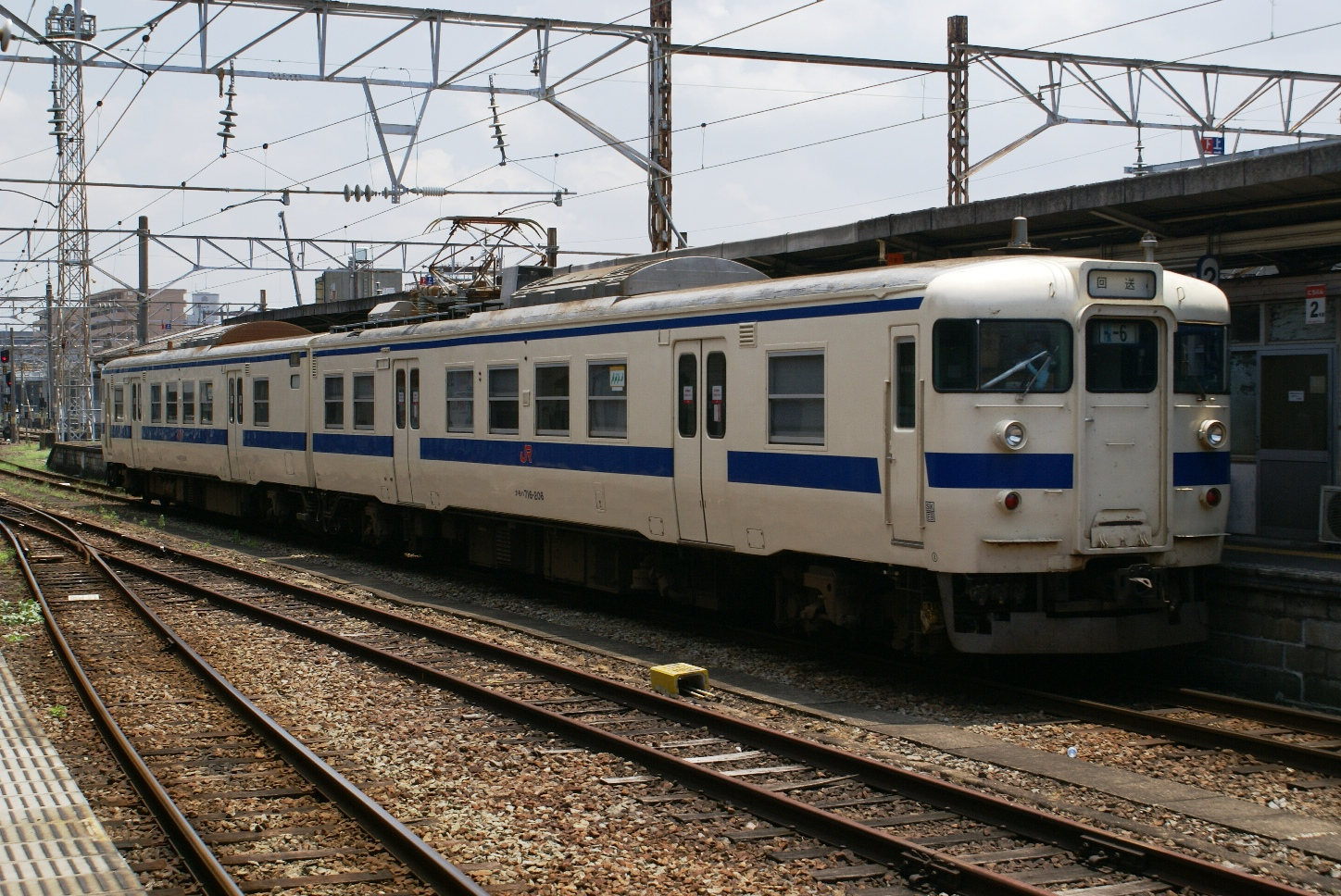
717系200番台、JR九州移行後の改造車（2008年）

1986年には九州地区向けとして475系を改造した717系200番台が投入されることになり、1985年度から1988年度にかけて14両が改造された。編成は電動車ユニットのみの2両編成に短縮され、475系が種車であるため抑速ブレーキを搭載し、713系の車体に準じたことなどの差異から200番台に区分された。
車体は713系に準じた両開き2扉とされたが、JR九州移行後に改造されたクモハ717・716-205 - 207の3編成6両は戸袋窓が廃止された。冷房装置は713系と同じ集中式のAU710形を各車に1基搭載し、トイレはクモハ717形に設置された。
主電動機はMT54B形、主変圧器はTM20A形で、いずれも種車からの流用である。補助電源は制御用として種車と同じ20 kVAのMH97A-DM61A形電動発電機を再利用し、冷房電源は主変圧器三次巻線から供給した。

### 717系900番台への改造

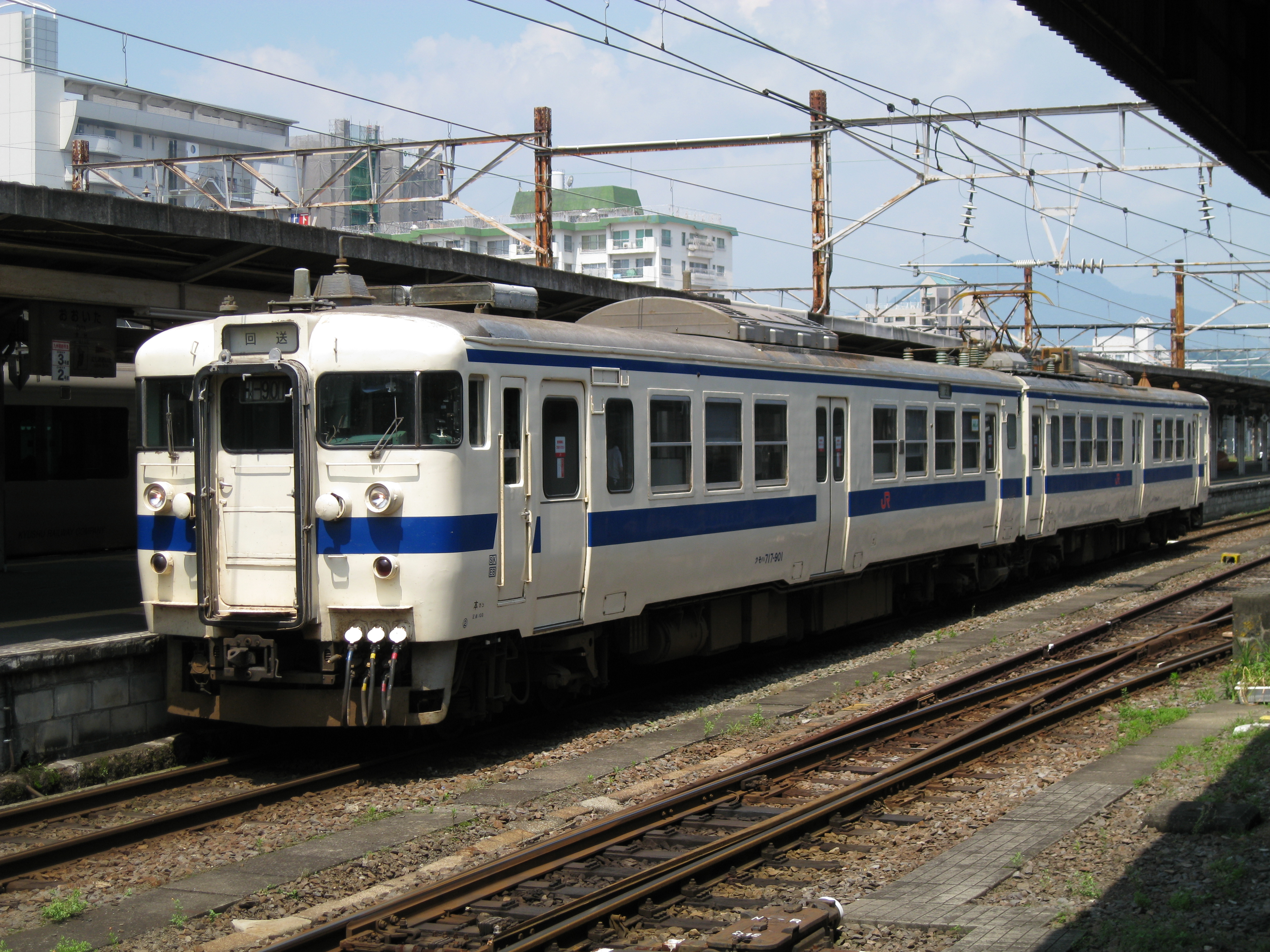
717系900番台（2008年）

1995年に鹿児島所属のクモハ457・モハ456-14の2両に近郊化改造が施工され、仕様の類似する717系に編入された。
車体は種車のものを流用し、中央部に両開きドアが増設された。モハ456に運転室を設置して2両編成に短縮されたが、運転台部分は種車と編成を組んでいたクハ455-601から流用された。冷房装置は717系200番台と同じくAU710形を各車に1基搭載し、冷房電源も同様に主変圧器三次巻線から供給した。
2009年9月限りで運用を離脱。
- クモハ457・モハ456-14→クモハ717・クモハ716-901

## 運用

### 急行・快速列車としての運用
本節では、主に急行列車として運用された時期について解説する。

#### 東北・常磐方面
1962年の451系落成当初は勝田電車区（現・勝田車両センター）に配置され、翌1963年からは仙台運転所（現・仙台車両センター）にも配置された。定期列車では上野駅（一時期は東京駅） - 青森駅を中心に常磐線や、山形駅・喜多方駅まで、臨時列車では万座・鹿沢口駅、伊豆急行線伊豆急下田駅・伊豆箱根鉄道駿豆線修善寺駅まで乗り入れ実績がある。
主として東北本線系統は仙台車が、常磐線系統は勝田車が運用を担当。仙台車には、郡山駅・福島駅などで編成の分割・併合や夜行の運用も存在した。詳細は「東北本線優等列車沿革」「常磐線昼行優等列車沿革」「奥羽本線昼行優等列車沿革」「磐越西線喜多方以東優等列車沿革」も参照。

##### 勝田電車区
投入直後は準急「ときわ」と急行「みやぎの」に以下の2種類の編成が充当された。
| ← 上野駅日立駅・仙台駅 → |          |            |          |            |            |          |            |          |            |
| クモハ 451               | モハ 450 | サロ 451   | サロ 451 | サハシ 451 | サハ 451   | モハ 450 | クモハ 451 | モハ 450 | クモハ 451 |
| クモハ 451               | モハ 450 | サハシ 451 | サロ 451 | サロ 451   | サハシ 451 | モハ 450 | クモハ 451 | モハ 450 | クモハ 451 |

翌1963年にはクハ451形が配置され10月1日から「みやぎの」を仙台運転所に移管。同時にサハ451形・サハシ451形も全車が仙台に転出。以後は次の編成で常磐線中心の運用に投入された。
| ← 上野駅勝田駅・日立駅・平駅 → |          |            |          |          |          |          |            |          |          |          |          |            |
| クハ 451                       | モハ 450 | クモハ 451 | サロ 451 | サロ 451 | クハ 451 | モハ 450 | クモハ 451 | +        | +        | クハ 451 | モハ 450 | クモハ 451 |
| 基本編成                       | 基本編成 | 基本編成   | 基本編成 | 基本編成 | 基本編成 | 基本編成 | 基本編成   | 基本編成 | 付属編成 | 付属編成 | 付属編成 | 付属編成   |

1968年10月のダイヤ改正では1等車（後のグリーン車）1両を減車され、一部基本編成では中間閉じ込みのクハ451形がサハ451形に置換えられた。
さらに1972年3月15日のダイヤ改正で編成が変更となり、1985年の運用終了まで以下の編成で運用。
| ← 上野駅勝田駅・日立駅・平駅 → |          |          |            |          |          |            |          |          |          |          |          |            |
| クハ 451                       | サロ 451 | モハ 450 | クモハ 451 | クハ 451 | モハ 450 | クモハ 451 | +        | +        | クハ 451 | サロ 451 | モハ 450 | クモハ 451 |
| 基本編成                       | 基本編成 | 基本編成 | 基本編成   | 基本編成 | 基本編成 | 基本編成   | 基本編成 | 付属編成 | 付属編成 | 付属編成 | 付属編成 | 付属編成   |

準急→急行
- 「ときわ」：東京駅・上野駅・水戸駅 - 水戸駅・勝田駅・日立駅・高萩駅・大津港駅・平駅（現：いわき駅）・草野駅・相馬駅・新地駅・仙台駅間
- 「ひたち」：上野駅 - 平駅間（- 1968年）
  - 後の特急「ひたち」とは異なる全車指定席の列車。

急行
- 「みやぎの」：上野駅 - （東北本線） - 仙台駅間（- 1963年）
- 「そうま」：上野駅・水戸駅 - 仙台駅間 （- 1972年）
  - 「ときわ」に統廃合

- 「もりおか」：上野駅 - （常磐線） - 盛岡駅間（1972年 - 1982年）
- 「あぶくま」：白河駅 - 盛岡駅間（1972年 - 1982年）
  - 1972年3月の改正で白河駅 - 仙台駅間から盛岡駅発着に運転区間が延長され「もりおか」と共通運用となり仙台から移管。

- 「つくばね」：上野駅 - （東北本線・水戸線） - 勝田駅間（1978年- ）

- 1968年の運転開始当初は仙台運転所付属編成による運用であったが、1978年10月2日国鉄ダイヤ改正で勝田に移管。

臨時急行
- 「常磐伊豆」：平駅 - 伊豆急下田駅・修善寺駅間
- 「常磐草津」：平駅 - （水戸線・両毛線・吾妻線） - 万座・鹿沢口駅間

特殊運用
- 特急「ひたち」：上野駅 - 平駅間で代走運用

- 1969年10月のダイヤ改正からキハ80系による「いなほ」と間合い運用の「ひたち」が設定されたが、冬期は「いなほ」が豪雪地域を運転することから遅延を度々発生させた。そのため「いなほ」折り返しとなる「ひたち」の正常運転を確保する目的から上野駅口で1編成を停泊待機させ、遅延発生時には代走投入する運用が組まれた。1972年10月ダイヤ改正で「いなほ」「ひたち」の485系電車化と運用分離により終了。

##### 仙台運転所
1963年10月に「みやぎの」運用を勝田電車区から移管されたのと同時に「松島」「青葉」の電車化のために新たな配置区となり以下の編成が組成された。
| ← 上野駅仙台駅 → |          |            |          |          |            |          |            |   |          |          |          |            |
| クハ 451         | モハ 450 | クモハ 451 | サロ 451 | サロ 451 | サハシ 451 | モハ 450 | クモハ 451 | + | クハ 451 | サハ 451 | モハ 450 | クモハ 451 |

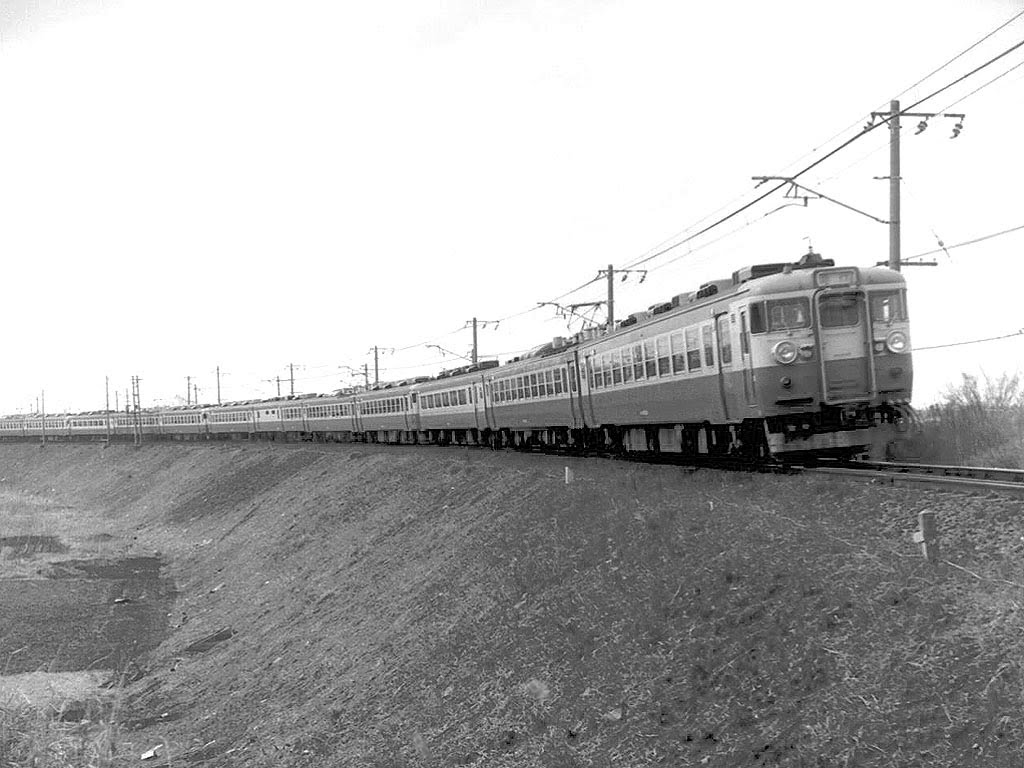
1967年以降の13両編成
（手前7両が基本編成）

しかし、東北本線に介在する勾配区間や1968年以降に乗り入れる奥羽本線に対応するために455系が集中配置されるようになり、1967年7月の磐越西線喜多方電化により以下の編成に変更された。
| ← 上野駅・喜多方駅山形駅・会津若松駅・仙台駅・盛岡駅・青森駅 → |          |            |          |          |            |          |          |          |            |          |            |          |          |            |
| クハ 455                                                       | モハ 454 | クモハ 455 | サロ 455 | モハ 454 | クモハ 455 | +        | +        | クハ 455 | サハシ 455 | モハ 454 | クモハ 455 | サロ 455 | モハ 454 | クモハ 455 |
| 付属編成                                                       | 付属編成 | 付属編成   | 付属編成 | 付属編成 | 付属編成   | 付属編成 | 基本編成 | 基本編成 | 基本編成   | 基本編成 | 基本編成   | 基本編成 | 基本編成 | 基本編成   |

| |
| 備考 - 付属編成は磐越西線の需要とホーム有効長の問題ならびに奥羽本線板谷峠に存在する最大33 ‰の急勾配区間対策によるM:T比2:1以上と抑速ブレーキ装備の制約から、455・457系限定で組成。 - 基本編成は451系・453系が組成される場合がある。 - 1969年以降はクモハ457形・モハ456形の場合がある。 |

また「ざおう」「ばんだい」の多層建て列車では付属編成2本連結による運用も存在した。
| ← 上野駅・喜多方駅山形駅・会津若松駅 → |          |            |          |          |            |   |          |          |            |          |          |            |
| クハ 455                               | モハ 454 | クモハ 455 | サロ 455 | モハ 454 | クモハ 455 | + | クハ 455 | モハ 454 | クモハ 455 | サロ 455 | モハ 454 | クモハ 455 |

付属編成単独で運転されていた「あぶくま」「くりこま」「つくばね」や上記の編成とは別に増結用ならびに「仙山」をはじめとするローカル運用や臨時運用に投入されるTc-M'-Mcのみの編成も存在した。1973年10月のダイヤ改正で特急増発に伴い食堂要員を特急に転用させるためビュフェが営業休止。1977年にはTbが編成から外され基本・付属に共通の6両編成となった。さらに1984年2月からは基本編成と付属編成の位置が逆転した以下の形態となった。
| ← 上野駅・喜多方駅山形駅・会津若松駅・仙台駅・盛岡駅・青森駅 → |          |            |          |          |            |          |          |          |          |            |
| クハ 455                                                       | モハ 454 | クモハ 455 | サロ 455 | モハ 454 | クモハ 455 | +        | +        | クハ 455 | モハ 454 | クモハ 455 |
| 基本編成                                                       | 基本編成 | 基本編成   | 基本編成 | 基本編成 | 基本編成   | 基本編成 | 付属編成 | 付属編成 | 付属編成 | 付属編成   |

1985年に東北本線系統の電車急行が全廃となり、以後はローカル運用に転用された。
仙台車で運転された主な列車を以下に示す。
準急→急行
- 「あぶくま」：白河駅 - 仙台駅間（- 1972年）

急行
- 「いわて」「きたかみ」：上野駅 - （東北本線） - 盛岡駅間
- 「みやぎの」「青葉」「松島」→「まつしま」：上野駅 - （東北本線） - 仙台駅間
- 「あづま」：上野駅 - 福島駅間
- 「ざおう」：上野駅 - 山形駅間
- 「ばんだい」：上野駅 - 会津若松駅・喜多方駅間
- 「なすの」：白河駅→上野駅（- 1985年）
- 「つくばね」：上野駅 - 水戸線 - 勝田駅間（- 1978年）78年より勝田電車区に移管。

急行→特別快速・快速
- 「仙山」：仙台駅 - 山形駅間
  - 格下げ後は仙台 - 山形駅・上ノ山（現：かみのやま温泉駅）・新庄駅間

急行→快速
- 「くりこま」：仙台駅 - 青森駅間
  - 格下げ後は仙台駅 - 盛岡駅間
  - 1972年3月15日国鉄ダイヤ改正での仙台駅 - 青森駅間「くりこま」2往復電車化の際に「エコーもりおか」（詳細は後述）の速達性が好評だったことから1往復を全車座席指定席で停車駅を大幅に減らし、485系特急列車が4時間30分程のところを4時間45分で結ぶダイヤ設定を行った。本来なら特急として運転しても遜色のない急行列車であったが、こちらは1往復だけ特急化することに当時の社会情勢も踏まえて仙台鉄道管理局が難色を示した上に、対上野駅口エル特急を大増発したために485系・583系の運用に余裕がなく、急行列車として運転されることになった。この列車は途中で定期の気動車急行「たざわ」を追い抜くというダイヤが組まれており、表定速度81.6 km/hは歴代急行列車第2位であった。1982年の東北新幹線開業で「くりこま」は快速列車に格下げ。さらに盛岡駅 - 青森駅間は「はつかり」に発展的解消を遂げている。

臨時急行
- 「もりおか」→「エコーもりおか」：上野駅 - （東北本線） - 盛岡駅間
  - 1971年春期に特急「やまびこ」の臨時列車が計画されたが、485系の予備車捻出ができずに急行「もりおか」として運転された。停車駅を大幅に減らした結果、約6時間30分という、定期「やまびこ」と比較しても20分程度しか差がないダイヤ設定がされた。同年夏期からは翌1972年3月15日のダイヤ改正で常磐線経由の定期「もりおか」が運転開始されることから「エコーもりおか」に改称。引き続き1972年夏期まで運転されたが、同年秋に485系が大量増備されたために臨時「やまびこ」に格上げされ発展的解消となった。

- 「エコーあおもり」：白河駅 - 青森駅間／定期「あぶくま」の仙台駅 - 青森駅間を延長運転。下りのみ設定
  - 「エコーもりおか」が好評だったために1971年秋期・冬期に運転された臨時列車。翌1972年3月15日改正で「あぶくま」の勝田移管と定期「くりこま」への本系列投入で発展的解消となるが、本系列が東北本線の盛岡駅以北で営業運転を行った最初の事例である。

#### 北陸地区
1962年7月から敦賀第二機関区（現・敦賀地域鉄道部敦賀運転センター車両管理室）に配置され、同年年末年始輸送の臨時急行「越前」と名古屋駅 - 大阪駅間の準急「比叡」に投入。翌1963年4月から定期急行列車での運用が開始され、1964年の北陸本線富山電化以降は金沢運転所（現・金沢総合車両所）への転属・集中配置となった。
北陸本線糸魚川駅と東海道本線の名古屋駅・大阪駅までの運用を担当。1970年7月15日から富山地方鉄道本線宇奈月温泉駅・立山線立山駅まで交直流急行形電車の私鉄乗入れという珍しい運用も1982年まで行われた。
- 詳細は「京阪神対北陸優等列車沿革」「中京圏対北陸本線優等列車沿革」も参照。

投入当初は以下の編成を組成した。
| ← 大阪駅金沢駅 → |          |            |          |          |            |          |            |          |            |
| クモハ 471       | モハ 470 | サハシ 451 | サロ 451 | サロ 451 | サハシ 451 | モハ 470 | クモハ 471 | モハ 470 | クモハ 471 |

臨時列車などに投入される場合はサハシ451形2両減車の8両編成が組成されるケースもあった。1963年9月に敦賀駅‐新疋田駅間が複線化された際のループ線完成により勾配が緩和され、増結が可能になったことから1964年1月にクハ451形が新造され北陸本線の3月以降は以下の編成に順次変更。
| ← 大阪駅・米原駅名古屋駅・金沢駅 → |          |            |            |          |          |            |          |            |          |          |          |          |            |
| クハ 451                           | モハ 470 | クモハ 471 | サハシ 451 | サロ 451 | サロ 451 | サハシ 451 | モハ 470 | クモハ 471 | +        | +        | クハ 451 | モハ 470 | クモハ 471 |
| 基本編成                           | 基本編成 | 基本編成   | 基本編成   | 基本編成 | 基本編成 | 基本編成   | 基本編成 | 基本編成   | 基本編成 | 付属編成 | 付属編成 | 付属編成 | 付属編成   |

1967年にはサハシ451形1両減車の上で次の編成に変更。
| ← 大阪駅・米原駅名古屋駅・金沢駅 → |          |            |          |          |          |            |          |            |          |          |          |          |            |
| クハ 455                           | モハ 474 | クモハ 475 | クハ 455 | サロ 455 | サロ 455 | サハシ 455 | モハ 474 | クモハ 475 | +        | +        | クハ 455 | モハ 474 | クモハ 475 |
| 基本編成                           | 基本編成 | 基本編成   | 基本編成 | 基本編成 | 基本編成 | 基本編成   | 基本編成 | 基本編成   | 基本編成 | 付属編成 | 付属編成 | 付属編成 | 付属編成   |

| |
| 備考 - サハシ455形（18・22・24）はサハシ451-7 - 12・16の場合がある。 - 基本編成は471系・473系が組成される場合がある。 - 付属編成は富山地方鉄道線内で抑速発電ブレーキを使用する関係から475系・457系に限定。 - 付属編成は単独もしくは2編成連結で「くずりゅう」運用や臨時列車にも投入。 - 1971年以降は一部編成で大阪方4両目クハ455形をサハ455形に、電動車ユニットでクモハ457形・モハ456形に差し換え。 |

1973年11月30日をもって利用者の減少と食堂要員を特急列車へ集中させるためにビュフェ営業休止。1975年より、冬期のみ基本編成からサロ1両とサハシを抜いた減車編成で運用された。
| ← 大阪駅・米原駅名古屋駅・金沢駅 → |          |            |          |          |          |            |          |          |          |          |            |
| クハ 455                           | モハ 474 | クモハ 475 | サロ 455 | サハ 455 | モハ 474 | クモハ 475 | +        | +        | クハ 455 | モハ 474 | クモハ 475 |
| 基本編成                           | 基本編成 | 基本編成   | 基本編成 | 基本編成 | 基本編成 | 基本編成   | 基本編成 | 付属編成 | 付属編成 | 付属編成 | 付属編成   |

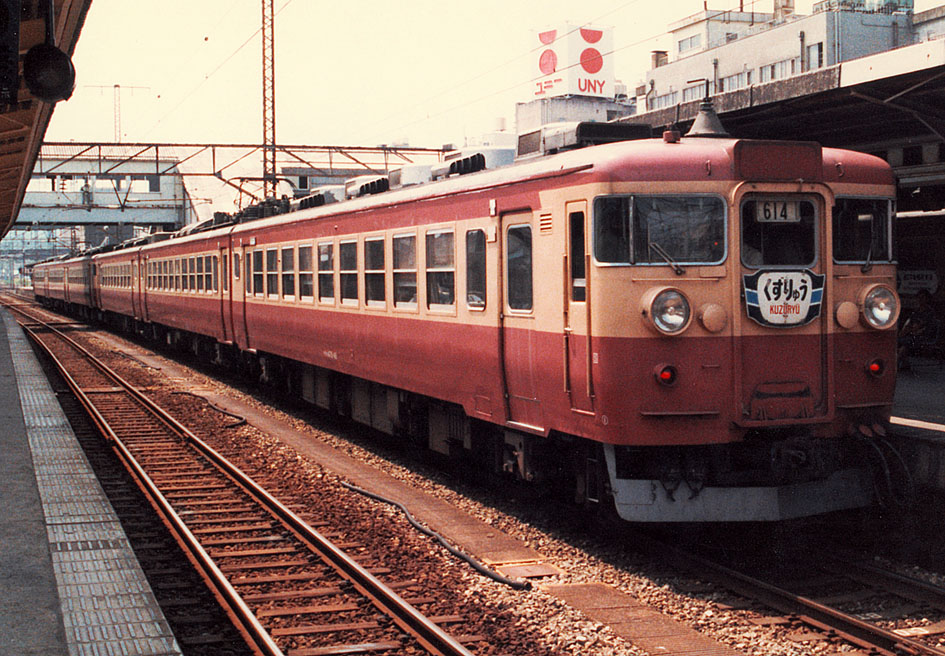
急行「くずりゅう」（1982年）

1978年4月より12両編成に復帰せずに同年10月改正で冬期減車編成が基本となり、ヘッドマークも小型化された。1982年11月の改正で「くずりゅう」を除き特急列車に格上げもしくは廃止。「くずりゅう」も1985年3月の改正で廃止となり、北陸地区での本系列の急行運用が終了した。
投入された主な列車を以下に示す。
準急→急行
- 「くずりゅう」：米原駅 - 福井駅・金沢駅間

急行→準急→急行
- 「越前」：大阪駅 - 福井駅間・敦賀駅 - 金沢駅間・大阪駅 - 金沢駅間

急行
- 「ゆのくに」「加賀」：大阪駅 - 金沢駅間
- 「立山」「越山」：大阪駅 - 富山駅・糸魚川・宇奈月温泉・立山駅間
- 「兼六」：名古屋駅 - 金沢駅間

快速
「こしじ」：福井駅 - 富山駅間

#### 山陽・九州方面
1965年に南福岡電車区（現・南福岡車両区）に配置開始。同年10月のダイヤ改正から東海道本線・山陽本線・鹿児島本線・日豊本線系統の急行列車として運用が開始。東は名古屋駅、南は西鹿児島駅（現：鹿児島中央駅）までの運用を担当。名古屋駅 - 博多駅間のロングランや小倉駅で列車編成の分割・併合が行われる運用も組まれた。
鹿児島電化が完成した1970年10月1日に鹿児島運転所（現・鹿児島車両センター）に一部車両が転属したのを皮切りに、1973年10月1日には鹿児島の他に大分電車区（現・大分車両センター）にも転属となり南福岡の配置がなくなった。山陽新幹線博多開業によるダイヤ改正で本州内での急行運用がなくなり全車大分電車区集中配置となった。その後の運用見直しで1980年から一部車両が鹿児島に再転出しているが、1982年11月のダイヤ改正をもって九州地区での急行運用が消滅した。
- 詳細は「山陽本線優等列車沿革」「鹿児島本線優等列車沿革」「日豊本線優等列車沿革」も参照。

1965年投入当初は以下の編成が組成された。
| ← 熊本駅大阪駅・名古屋駅 → |          |            |            |          |          |          |            |          |          |          |            |          |            |
| クハ 455                   | モハ 474 | クモハ 475 | サハシ 455 | サロ 455 | サロ 455 | モハ 474 | クモハ 475 | +        | +        | クハ 455 | サハシ 455 | モハ 474 | クモハ 475 |
| 基本編成                   | 基本編成 | 基本編成   | 基本編成   | 基本編成 | 基本編成 | 基本編成 | 基本編成   | 基本編成 | 付属編成 | 付属編成 | 付属編成   | 付属編成 | 付属編成   |

1968年10月1日改正以降は、編成数増加のために基本編成のサロ455形1両と付属編成のサハシ455形を減車した以下の編成に変更となった。
| ← 西鹿児島駅・熊本駅大阪駅・名古屋駅 → |          |            |            |          |          |            |          |          |          |          |            |
| クハ 455                               | モハ 474 | クモハ 475 | サハシ 455 | サロ 455 | モハ 474 | クモハ 475 | +        | +        | クハ 455 | モハ 474 | クモハ 475 |
| 基本編成                               | 基本編成 | 基本編成   | 基本編成   | 基本編成 | 基本編成 | 基本編成   | 基本編成 | 付属編成 | 付属編成 | 付属編成 | 付属編成   |

1970年以降増備された電動車ユニットはクモハ457形+モハ456形に変更されたが、1973年11月30日をもってビュフェ営業休止。1978年10月改正でサハシ455形が外され基本編成が6両となった。
| ← 西鹿児島駅・宮崎駅門司港駅 → |          |            |          |          |            |          |          |          |          |            |
| クハ 455                       | モハ 474 | クモハ 475 | サロ 455 | モハ 474 | クモハ 475 | +        | +        | クハ 455 | モハ 474 | クモハ 475 |
| 基本編成                       | 基本編成 | 基本編成   | 基本編成 | 基本編成 | 基本編成   | 基本編成 | 付属編成 | 付属編成 | 付属編成 | 付属編成   |

また一部列車や臨時列車には、他地区と同様にTc-M'-Mcの3両を組み合わせた6両・9両編成での運用も行われた。1978年10月改正ではグリーン車非連結の急行を解消する目的で金沢よりサロ455形を3両転入させている。投入された主な列車を以下に示す。
準急→急行
- 「ぎんなん」：博多駅 - 熊本駅間

急行
- 「はやとも」→「玄海」：名古屋駅 - 博多駅間
- 「つくし」：新大阪駅・大阪駅 - 博多駅間
- 「山陽」→「はやとも」：広島駅 - 博多駅間
- 「有明」→「しらぬい」：岡山駅 - 熊本駅間
- 「べっぷ」：新大阪駅 - 大分駅間
- 「ゆのか」：博多駅 - （日豊本線） - 大分駅間
- 「かいもん」：博多駅 - （鹿児島本線） - 西鹿児島駅（現・鹿児島中央駅）間
- 「そてつ」：熊本駅 - 西鹿児島駅間
- 「日南」：門司港駅・小倉駅 - （日豊本線） - 西鹿児島駅間

急行→快速
- 「錦江」：宮崎駅 - 西鹿児島駅間

快速
- 「ひむか」：延岡駅 - 南宮崎駅・宮崎空港駅間

季節・臨時急行
- 「鷲羽」：新大阪駅 - 宇野駅間（1972年3月 - 1975年3月）

### 普通列車の運用
1987年4月1日の国鉄分割民営化の時点では、東日本旅客鉄道（JR東日本）に234両が、西日本旅客鉄道（JR西日本）に90両が、九州旅客鉄道（JR九州）に123両が承継された。JR東日本在籍車は2008年度内で、JR九州在籍車は2009年度内に全廃。JR西日本在籍車のみが定期運用に充当されていたが、2015年3月14日のダイヤ改正で521系に置換えられて413系に組み込まれているクハ455形700番台2両を除いて運用を終了した。クハ455形700番台2両も2021年3月に運用終了となり、1両がえちごトキめき鉄道に譲渡、最後まで残った1両は2022年9月に廃車された。

#### 東北地区
1985年に東北本線系統の電車急行は廃止となったが、仙台運転所（→仙台電車区→現・仙台車両センター）に所属していた本系列は、以前より運用範囲は狭くなったものの普通列車や快速列車として引き続き東北本線・常磐線・仙山線・磐越西線で3両単位で運用された。
塗装は455・457系のみ1985年9月より1988年にかけて715系1000番台に準じたクリーム10号（アイボリー）の地色に緑14号の帯の配色に変更された。前面に回り込んでいる帯の部分が菱形になっているのが特徴で、仙台都市圏の列車愛称にちなみ「グリーンライナー色」とも呼ばれる。
また、塗装変更と前後し車内の近郊型改造や一部車両の特別保全工事や車体更新が行われた。
451・453系は一部が717系に改造された他は、急行色のまま車内の近郊型改造も行われず、抑速ブレーキが無いことから主に常磐線で運用されたが、719系の増備によって1993年までに運用を終了し廃車された。
東北本線では急行から格下げされた快速「くりこま」の運用で盛岡まで運用されていたが、「くりこま」廃止後は主に黒磯駅 - 一ノ関駅間で普通列車運用を中心に快速「仙台シティラビット」の一部にも投入されたほか、第三セクター鉄道の阿武隈急行線へ入線する運用も存在した。
常磐線では仙台駅 - 水戸駅間で普通列車に投入されたが、E531系導入に伴い2005年、いわき駅 - 水戸駅間の運用が終了。2007年の車両置換え直前まで9両編成での運用も存在した。
磐越西線では郡山駅 - 喜多方駅間で普通列車ならびに快速「ばんだい」に投入され、「ばんだい」の一部列車には半室グリーン車に改造されたクロハ455形を連結するS-40編成が投入された。急行運用終了後の本系列でグリーン席・指定席を設けていた特異な例であったが、1999年にグリーン席・指定席の取り扱いは終了した。1996年には専用塗装への変更が開始された。赤をベースに、1編成3両に渡って磐梯山をイメージして山なりに抜かれた白地が特徴。「BAN-ETSU LINE 455」のロゴが前面と側面に表記された。2005年から「あいづデスティネーションキャンペーン」の一環として「あかべぇ」のイラストが追加されたが、2007年6月30日をもって磐越西線での運用を終了した。2007年9月2日には郡山駅 - 喜多方駅間でさよなら運転用の臨時列車「さよなら455系あかべぇ」号がS-6+S-2編成で運転され、「あかべぇ」が涙目をしているヘッドマークが掲出された。
仙山線では普通列車や快速「仙山」で全線運用された。奥羽本線福島駅 - 新庄駅間が標準軌に改軌される以前は上ノ山駅や新庄駅まで運用された。1997年には専用塗装が登場しており、青をベースに、1編成3両に渡って蔵王連峰をイメージして山なりに抜かれた白地の塗装となっている。「SENZAN LINE 455」のロゴが前面と側面に表記された。2001年に仙山線からの運用離脱に伴い、しばらくロゴのみが消された状態で東北本線や常磐線で運用された。また、1995年10月14日にイメージアップを狙って東北芸術工科大学の学生によってデザインされたパッチワーク模様塗装としたS41編成が登場し、1996年10月14日までの1年間に渡り運用された。1996年10月14日にはS19編成が「オプティカル塗装」に変更の上でこちらも1年間運用された。
車内の一部をロングシート化していたもののラッシュ時の混雑などに対応しきれなかったことも重なり、2001年に仙山線運用が終了。車両老朽化の進行からE721系の投入が開始され417系・717系と共に2007年から2008年にかけ他線でも置換えが行われた結果、2008年3月14日に定期運用が終了した。さよなら運転は同月22日に仙山線仙台駅 - 山形駅間、23日に東北本線仙台駅 - 郡山駅間で行われ、全ての営業運転を終了した。その後は郡山総合車両センターへ順次回送された後に廃車・解体。2008年度内で全車が廃車となり、JR東日本から本形式は消滅した。
仙台車両センターの本系列は、車体更新編成と未施工編成が混在しており、更新車は先頭車が前照灯標識灯の一体化などの外観上特徴を持つ。また末期には東北色車とS-40編成は正面の種別・行先表示器が幕式からLED式への換装が行われたほか、仙台地区でのATS-Ps導入ならびに、いわき駅構内のATS-P導入に対応した表示器の設置・機器の交換などが施工された。編成番号は、455系がS+電動車ユニットの車両番号で、457系の場合はユニット車両番号の若い順から車号に関係なくS71 - 73とされた。

#### 北陸地区
413系への改造開始以前となる1985年4月1日時点で112両が、国鉄分割民営化直前の1986年11月1日現在で98両が配置されていたが、413系への改造進展によりJR西日本には90両が継承された。
| 編成             | ← 米原駅直江津駅 →              | ← 米原駅直江津駅 →              | ← 米原駅直江津駅 →              | ← 米原駅直江津駅 →              | ← 米原駅直江津駅 →              | ← 米原駅直江津駅 →              |
| 6両編成 （7本）  | クハ 455                        | モハ 474                        | クモハ 475                      | サハ 455                        | モハ 474                        | クモハ 475                      |
| 3両編成 （18本） | クハ 455                        | モハ 474                        | クモハ 475                      |                                 |                                 |                                 |
| 増結用 （2両）   | クハ 455                        |                                 |                                 |                                 |                                 |                                 |
| 備考             | 471系…25両/475系…65両/457系…8両 | 471系…25両/475系…65両/457系…8両 | 471系…25両/475系…65両/457系…8両 | 471系…25両/475系…65両/457系…8両 | 471系…25両/475系…65両/457系…8両 | 471系…25両/475系…65両/457系…8両 |

外観的特徴としてつららによる破損を防ぐために先頭車前頭部の列車種別表示器が塞がれているほか、雪の浸入によるMGの故障を防ぐためにクモハ前頭部箱型通風器のうち運転士側のMG冷却風用が撤去され、室内デッキから採風する方式に変更などの施工がされている。また修繕により現存する471系全車と475系の一部は側窓のサッシが交換されオリジナルと形状が異なり、MG用以外の屋上通風器の撤去やLED式側面行先表示機の設置などの改造も行われた。Mc-M'車のトイレ・洗面台は閉鎖あるいは撤去された。
塗装は1985年に落成した419系が赤2号を地色とし帯クリーム10号との旧北陸色とし本系列にも採用されたが、分割民営化後の1988年にイメージチェンジでオイスターホワイトを地色としてコバルトブルーの帯を配した新北陸色へ変更が決定し、1991年に全車塗装変更が完了した。

また2005年 - 2006年にはA16・19編成が交直流急行色に復元された上で、2006年9月23日には「リバイバルくずりゅう」での運用を行った。A19編成では全車に60 Hz電源識別用の細帯が再現されているのに対し、A16編成のクハ455-18は細帯が省略されているなどの細部に違いがある。A16編成は2010年10月に廃車となったが、2013年9月にA13編成が交直流急行色に復元された。

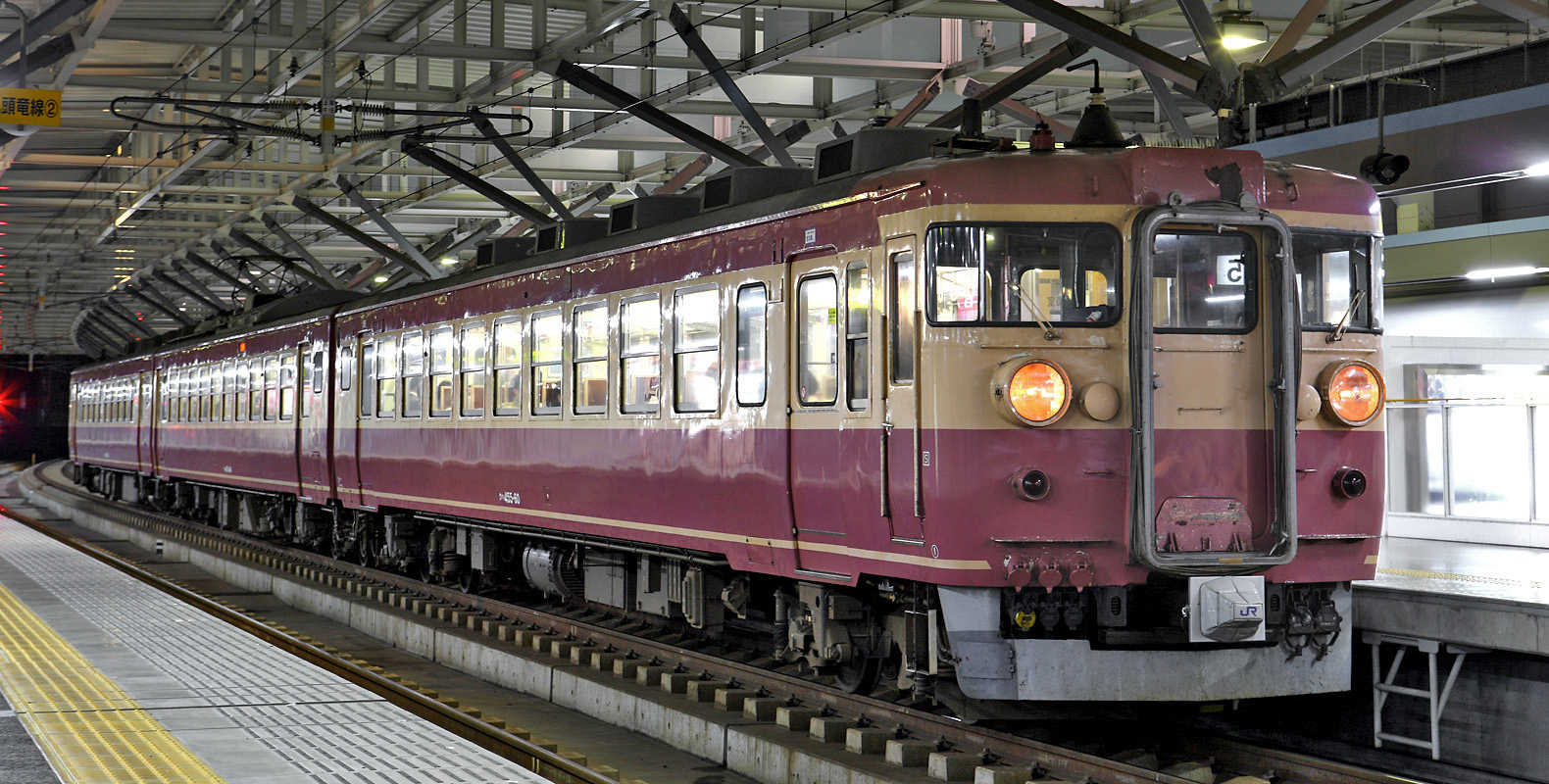
交直流急行色60 Hz仕様復元車

2010年には費用削減のため単色に変更されることが決まり、同年2月8日には第一陣となるA18編成が北陸地域色である青一色塗装で出場した。その後A07・A22編成も青一色塗装で出場したが、2012年7月現在で青一色塗装はこの3編成のみへの施工とされた。
2015年以降は413系が七尾線転用により七尾色と呼ばれる茜色へ順次塗装変更を実施。4月にクハ455-701を組み込むB04編成が、7月にクハ455-702を組み込むB11編成が塗り替えられ、運用中の本系列から新北陸色が消滅した。

3両編成のうち475系・457系で編成を組む17本と増結用であるクハ455-19は近郊化改造が施工されており、未改造6両編成の一部が413系改造種車となった。改造が終了した1990年4月1日時点で3両編成22本・増結3両編成4本・余剰車2両の計80両配置となった。

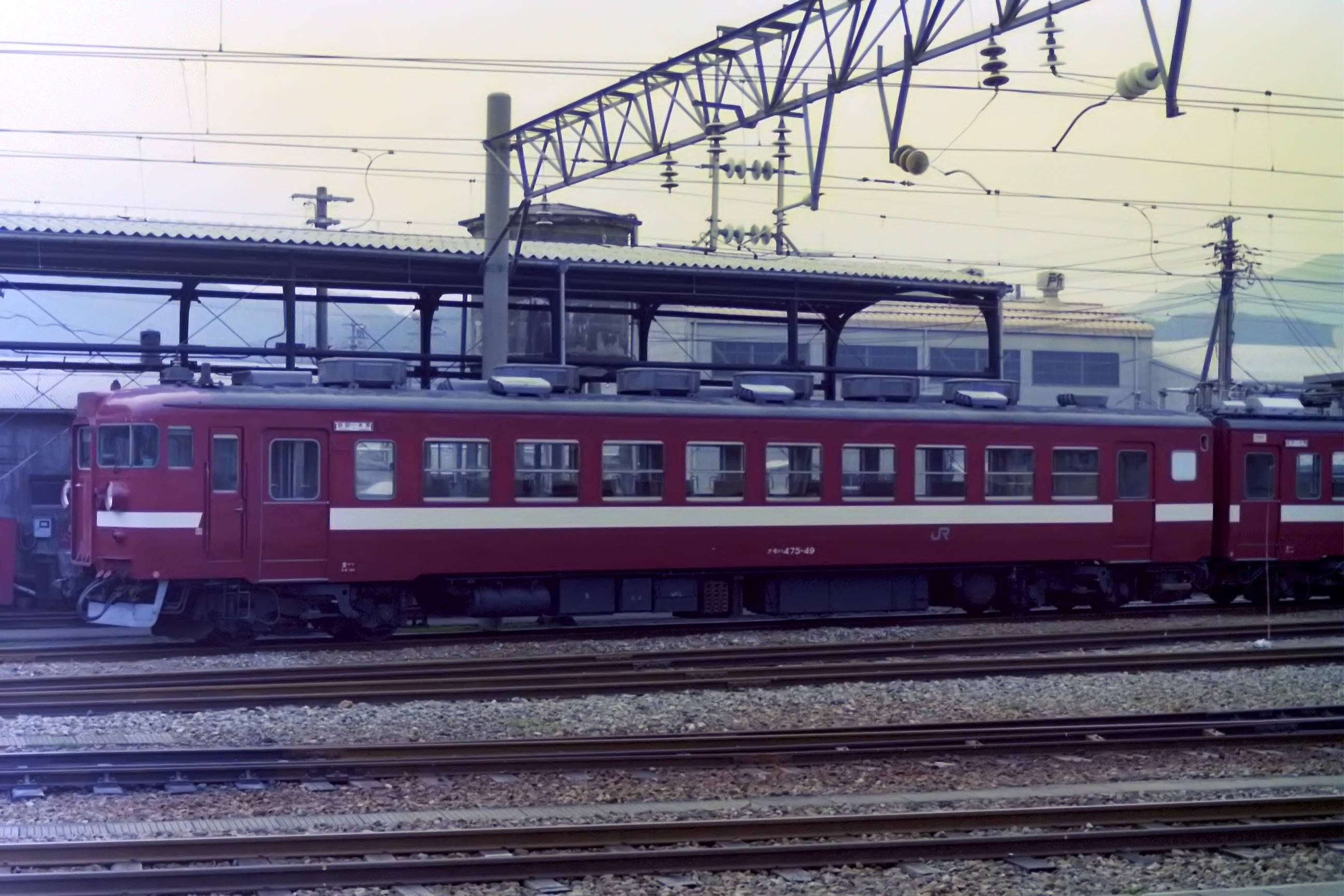
旧北陸色
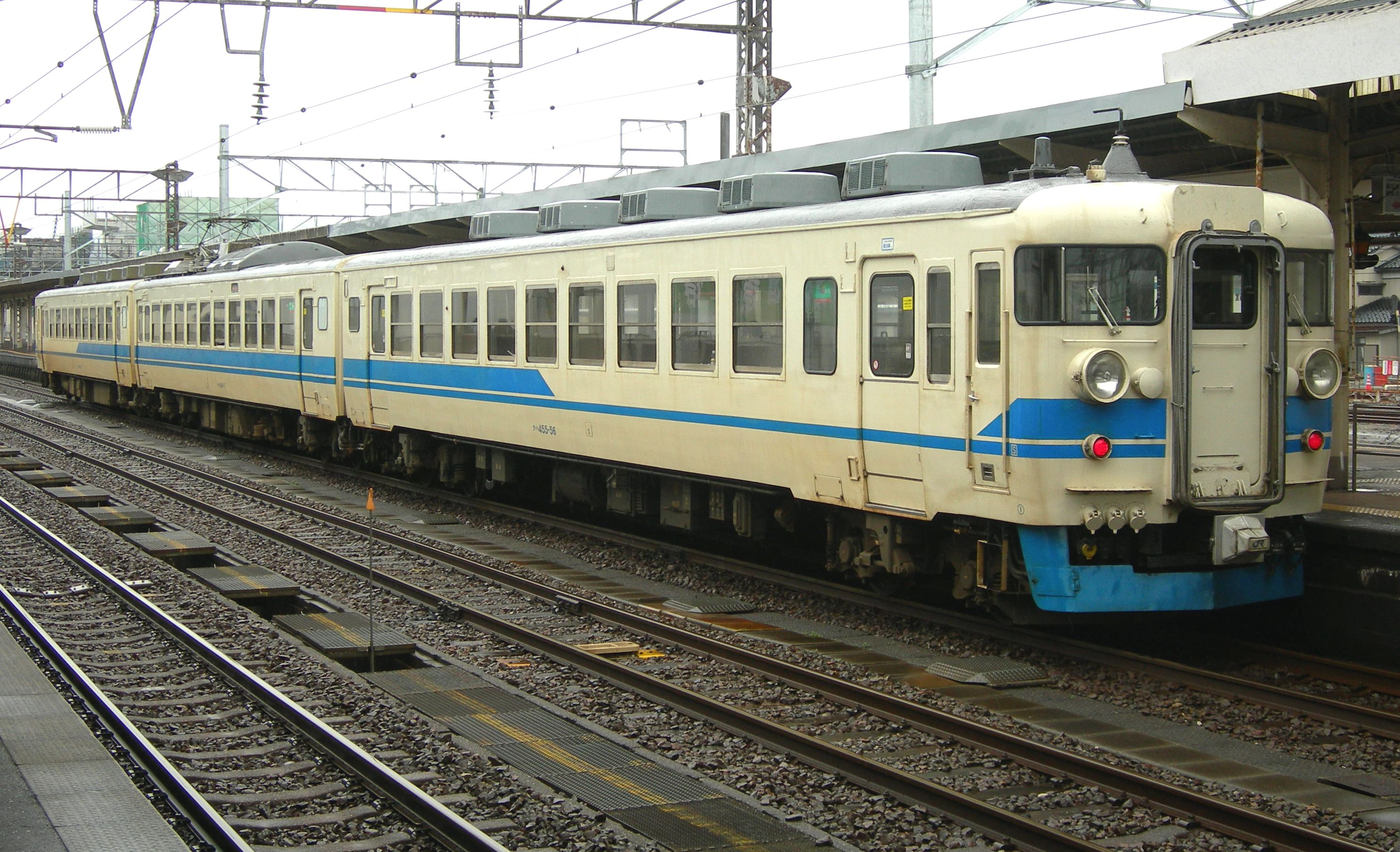
新北陸色
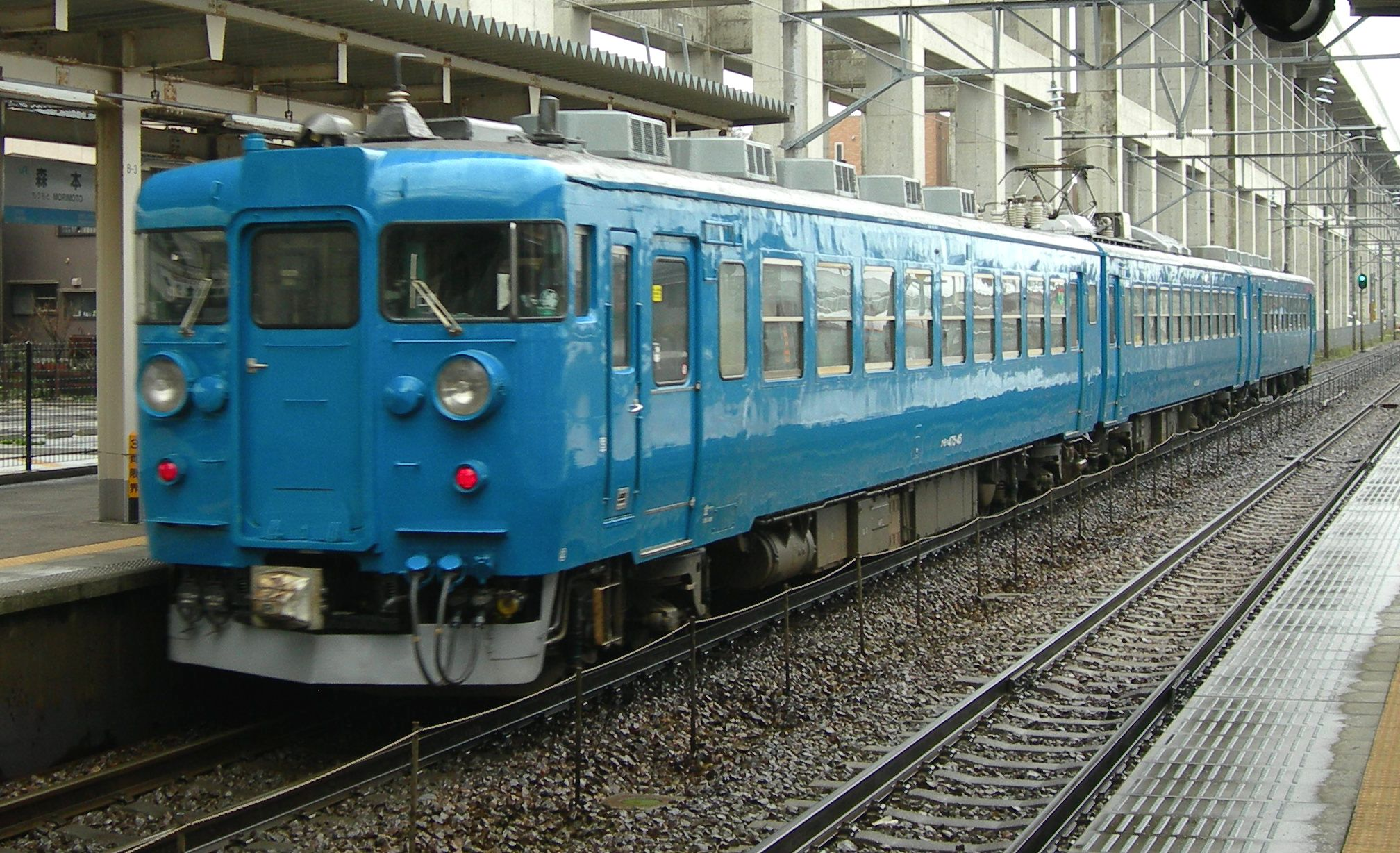
北陸地域色
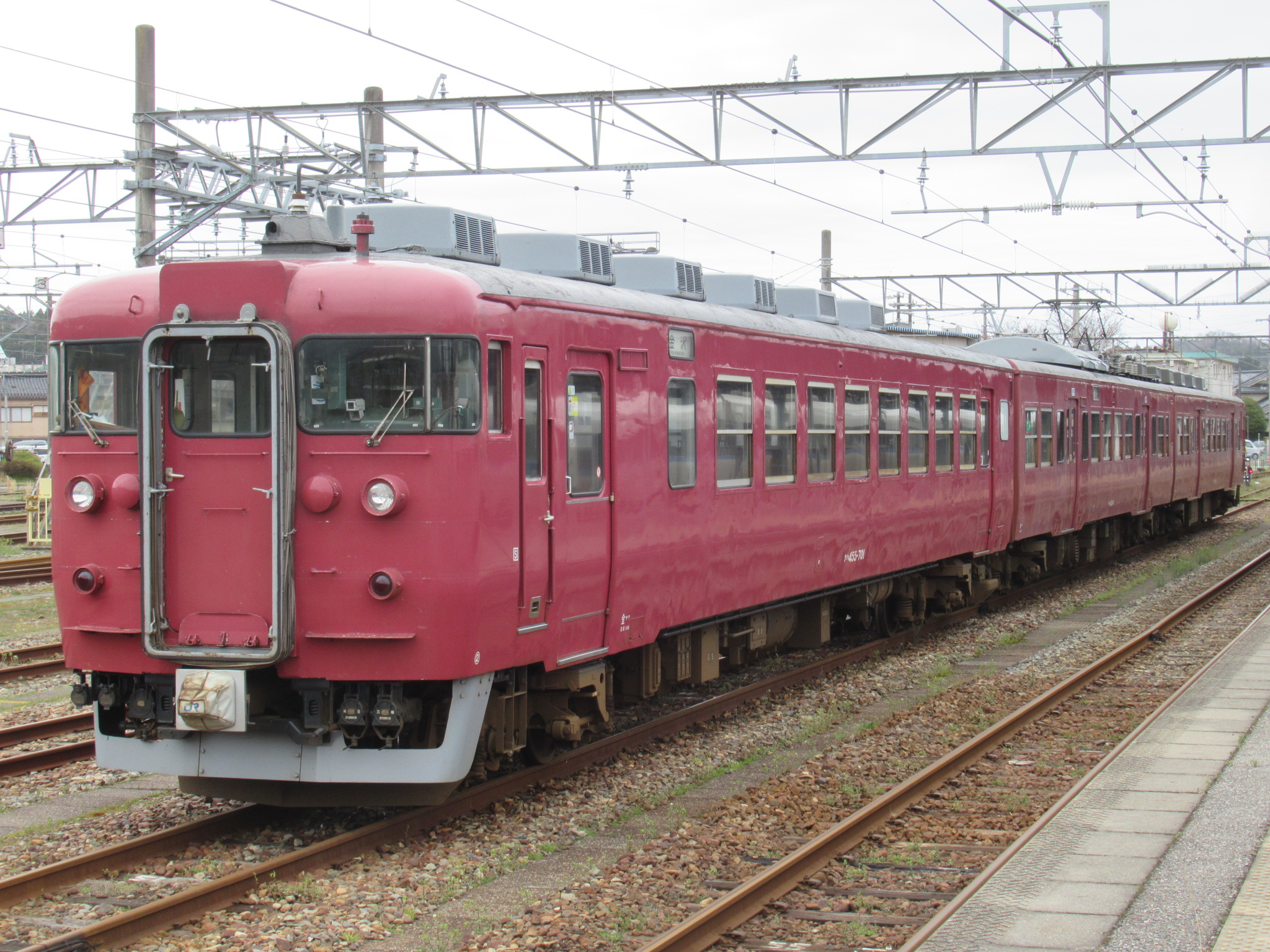
七尾色

| 編成                         | ← 米原駅直江津駅 →                                                              | ← 米原駅直江津駅 →                                                              | ← 米原駅直江津駅 →                                                              |
| 増結用編成 （A01 - A04編成） | サハ 455                                                                        | モハ 474                                                                        | クモハ 475                                                                      |
| 3両編成 （A05 - A26編成）    | クハ 455                                                                        | モハ 474                                                                        | クモハ 475                                                                      |
| 余剰車 （2両）               | サハ 455                                                                        |                                                                                 |                                                                                 |
| 備考                         | 471系…8両/475系…64両/457系…8両 増結用編成は下り側（直江津寄り）に連結して運用。 | 471系…8両/475系…64両/457系…8両 増結用編成は下り側（直江津寄り）に連結して運用。 | 471系…8両/475系…64両/457系…8両 増結用編成は下り側（直江津寄り）に連結して運用。 |

その後余剰車のサハ455形2両が1993年度に廃車となったほか、1992年から1997年にかけて近郊化改造未施工車を対象に延命NB工事が施工され、客室内の一部セミクロスシート化やデッキ仕切り扉の撤去などが行われた。
運用面では、分割民営化直後には北陸本線・湖西線近江今津以北・富山港線で定期列車に充当されたほか、415系の代走や臨時列車で七尾線への入線実績がある。
2000年代に入り運用縮小が行われ以下の状況で運用が終了した。
- 富山港線：2006年2月28日：富山ライトレール（現在の富山地方鉄道）移管
- 北陸本線（米原駅 - 敦賀駅）・湖西線（近江今津駅 - 近江塩津駅）：2006年10月20日：敦賀以南ならびに湖西線直流電化切替に伴う223系・125系・521系の投入による置換え

続いて419系・475系老朽化取替え用として2010年3月までに521系10編成20両が投入され、同年10月までに8編成24両が廃車となった。
- これはJR西日本発足後初めての編成単位での廃車で[33]、これによって増結用編成（A01 - A04編成）は全廃された[33]。
- また同年6月頃からは編成間での車両交換や6両編成化が実施された（「#モハ457・モハ471・モハ475・サハ451・サハ455形」参照）。

さらに2011年3月までに521系20編成40両が投入され、敦賀駅 - 金沢駅間の運用を終了した。この結果同年6月までに4編成12両が廃車となった。
2013年3月16日ダイヤ改正では、北陸本線金沢駅 - 直江津駅間でA05 - A07・A10・A12・A13・A15・A18・A19・A21・A22・A24 - A26編成の計14編成42両が運用された。本系列のみもしくは413系と連結した6両編成を組成し、基本的に普通列車のほか、土休日には臨時運用として快速「ホリデーライナーかなざわ」にも充当された。
2014年3月15日ダイヤ改正では、定期運用の大幅減少ならびに金沢駅 - 糸魚川駅間へ短縮を実施。平日は運用列車全てが6両編成で運転。土休日運転の快速「ホリデーライナーかなざわ」運用は残存したが、昼間は大幅に削減され、朝夕ラッシュ時中心で運用された。
- この結果改正直後にA06・A13編成が、9月4日にはA12・A24編成が廃車。

2014年10月18日に521系ダイヤ修正を実施。充当営業列車は9本に減少。
2015年3月14日ダイヤ改正でクハ455-701・702を除き営業運転を終了。同年4月時点でA05・A07・A10・A15・A18・A19・A21・A22・A25・A26編成の計10編成30両が車籍を有していたが、以後は以下の日付で廃車を実施。
- 2015年5月15日：A10・A15・A25・A26編成[注 44]
- 2015年11月25日：A07編成
- 2016年3月31日：A18・A22編成・クモハ475-17を除くA05編成2両[54][注 45]
- 2016年8月5日：A21編成・クモハ475-17（旧A05編成）[55]
- 2017年3月31日：A19編成（クモハ475-46+モハ474-46+クハ455-60）[56][注 46]

2020年（令和2年）10月以降は、残存するクハ455-701・702および413系・415系800番台の代替を目的として521系100番台が投入され、2021年（令和3年）3月13日のダイヤ改正で全ての運用が置換えられた。これに伴い413系・415系800番台はダイヤ改正前日の3月12日をもって運用を終了。このため413系B11編成に組成されていたクハ455-702は保留車となり、2022年9月13日付で廃車された。

#### 九州地区
JR九州では以下の路線区間で運用された。
- 日豊本線：中山香駅 - 大分駅 - 鹿児島駅
- 鹿児島本線：川内駅 - 鹿児島駅
- 日南線・宮崎空港線：南宮崎駅 - 宮崎空港駅

塗装はクリーム10号の地色に青23号の帯が入った九州標準色に変更されたが、GK-5編成は2000年のミレニアム記念として交直流急行色に変更された。こちらも60 Hz電源識別用の細帯が再現されているが、北陸地区とは異なりクハに帯が入らない初期の仕様であった。
それまで717系への改造で余剰となったクハ455形の廃車は実施されていたが、1999年の鹿児島本線銀水駅 - 八代駅間ワンマン運転実施に伴い815系が投入されたことで八代以北での運用が減少し、本格的な廃車が開始された。2003年10月には鹿児島地区・宮崎地区で817系が投入されワンマン運転開始。さらに翌2004年3月13日の九州新幹線開業と同時に八代 - 川内間が肥薩おれんじ鉄道に移管されたため運用が大幅に減少した。それ以降は老朽化や415系の鹿児島地区転入によって廃車が加速し、2007年3月18日をもって全車が定期運用を終了した。その後も長らく保留車となっていたが、2010年3月までに全車が廃車された。
定期運用終了後も臨時列車での運用があり、2007年8月16日・18日に行われた川内川花火大会や錦江湾の花火大会向け臨時列車などで実績がある。他系列の検査入場時などにも投入実績があり、2008年3月10日から3月31日までの間、475系国鉄色編成が717系と併結して415系の運用を代走した。
国鉄時代も含めて九州管内配置車は475・457系のみであるが、鹿児島運転所では国鉄末期のサロ455形先頭車化改造時に先頭車が不足した際、金沢運転所からクハ451形2両を借り受けた例がある。鹿児島車は鹿児島本線上で、大分車は日豊本線上で、ともに西鹿児島（現・鹿児島中央）方がクハ455形となることから、それぞれ西鹿児島駅でクハ455形同士が向い合う形となる。このため両区所間での転属や貸し出しは方向転換を伴った。

## 試験

### 電車と気動車の併結試運転
1964年9月、常磐線勝田駅 - 湯本駅間で451系・401系とキハ58系による電車・気動車併結試運転が実施された。この試験にあたり、クハ451形とキハ28形に電磁直通ブレーキと自動空気ブレーキの読み替え装置が搭載された。451系八両とキハ28三両（ほかに死重として二両）の試験が行われ実用上は支障なしとされたが、電車と気動車の乗務員運用や指導訓練に課題があること、車両に改造が必要となることから併結試運転の旨味は薄いとされた。同様の試験は1966年度にも165系とキハ58系を使用して行われている。

## 譲渡車

### えちごトキめき鉄道
金沢総合車両所所属のB04編成に組成されていたクハ455-701は2021年3月15日付でJR西日本から除籍され、同日えちごトキめき鉄道に移籍した。同車は金沢総合車両所で交直流急行色への復元や一部座席へのテーブル設置などの改造工事を施工し、同年4月9日にJR貨物のEF510形牽引により直江津駅まで甲種輸送された。
同時に譲渡されたB06編成（413系のみで組成）のクハ412-6をクハ455-701と入れ替えてW01編成とし、ATS-Ps搭載工事や確認申請等を行ったのち同年6月16日から試運転を実施。7月4日より土休日中心に運行の観光急行・快速や団体臨時列車として運用されている。

クハ455-701の検査期限が2023年6月に迫っていたことから、2022年11月よりクラウドファンディングで検査費用の一部を調達するなどして、2023年1月中旬より重要部検査を実施し、シートモケットの交換やトイレの洋式化が施され、同年3月18日ダイヤ改正から運用を再開した。また、同年10月には編成を組む413系の検査の関係で2024年1月上旬より同年4月まで再度運休となった他、2027年度までの運行を予定していることが発表されている。

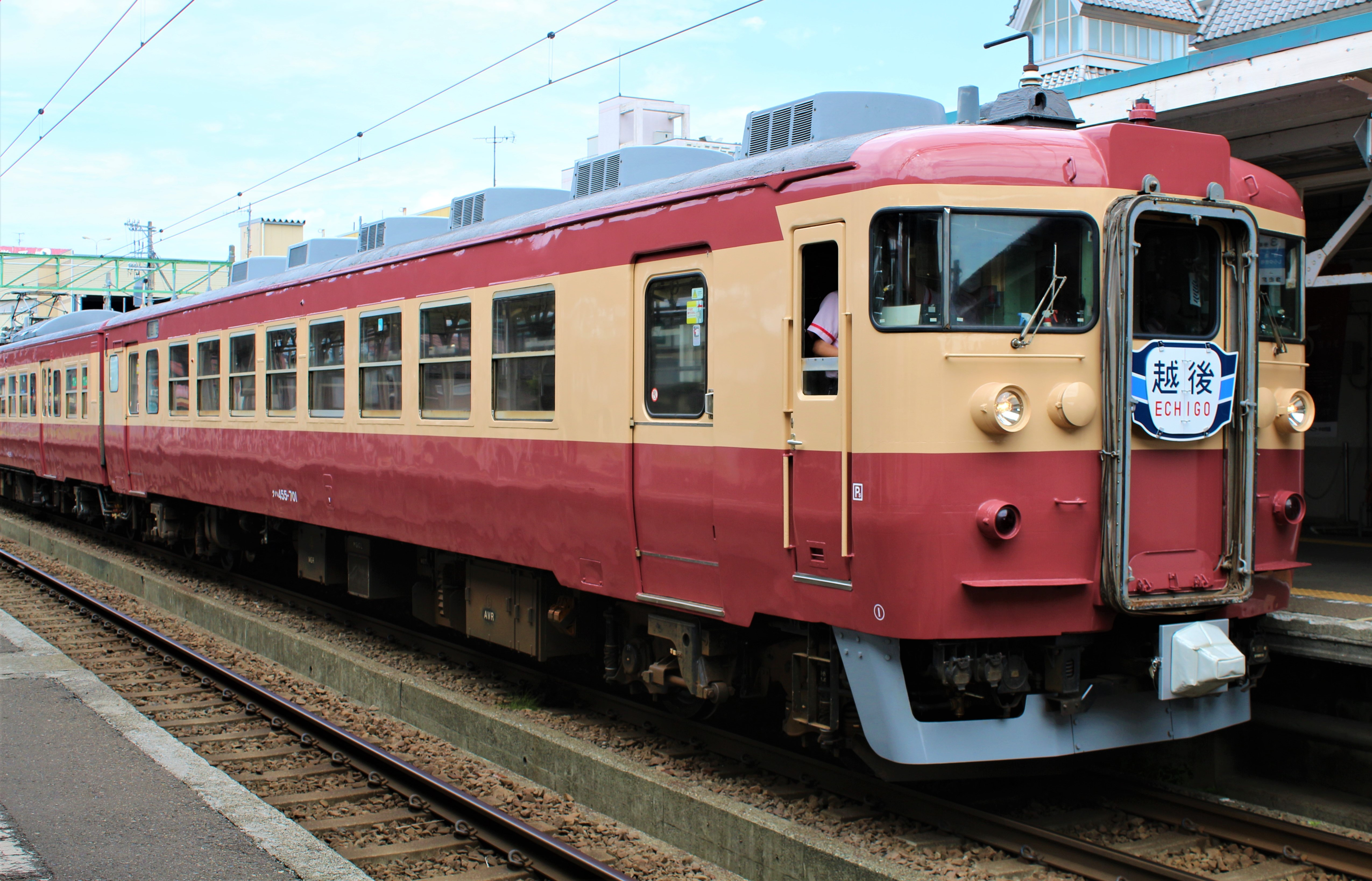
運行開始前のクハ455-701
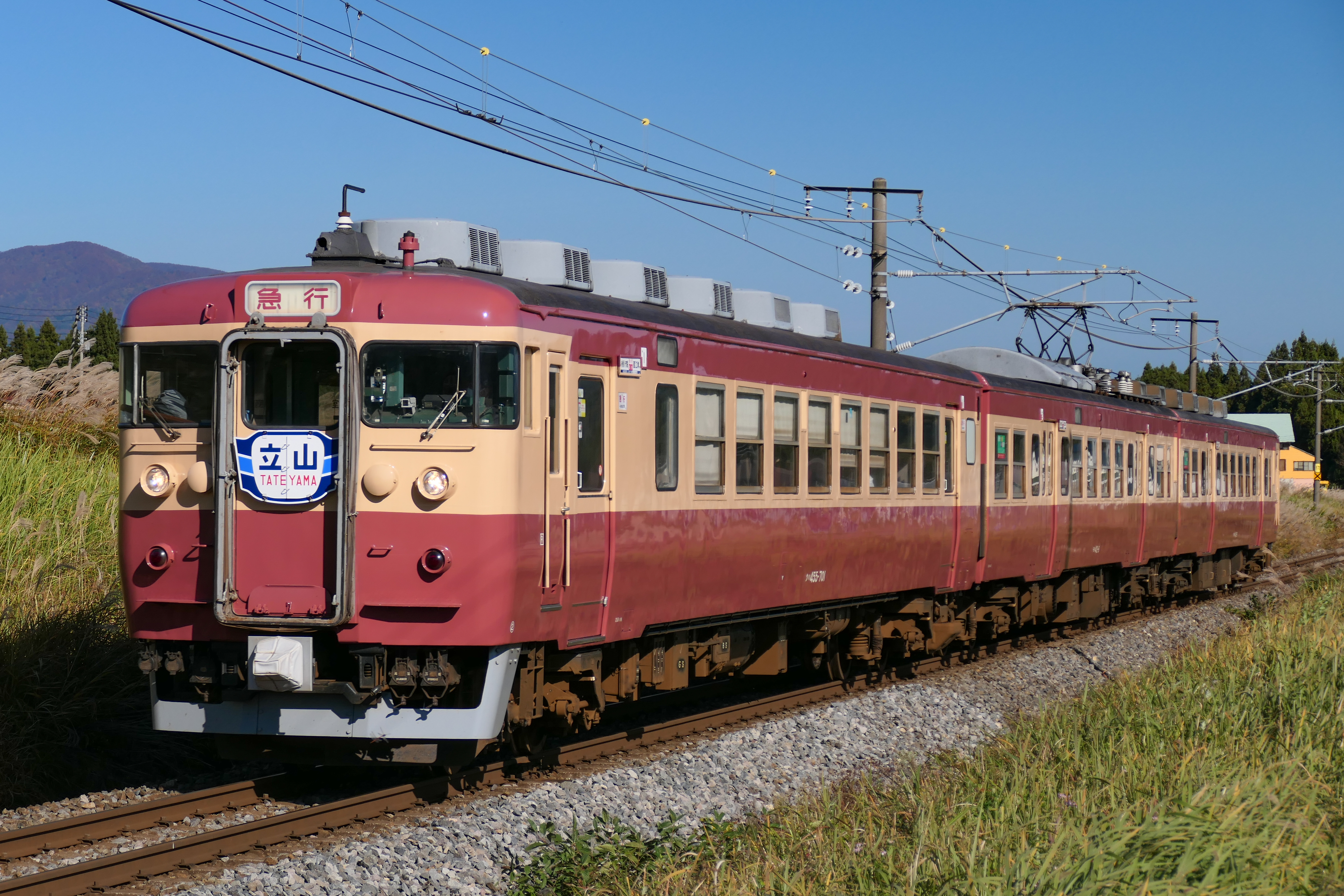
運行開始時のクハ455-701
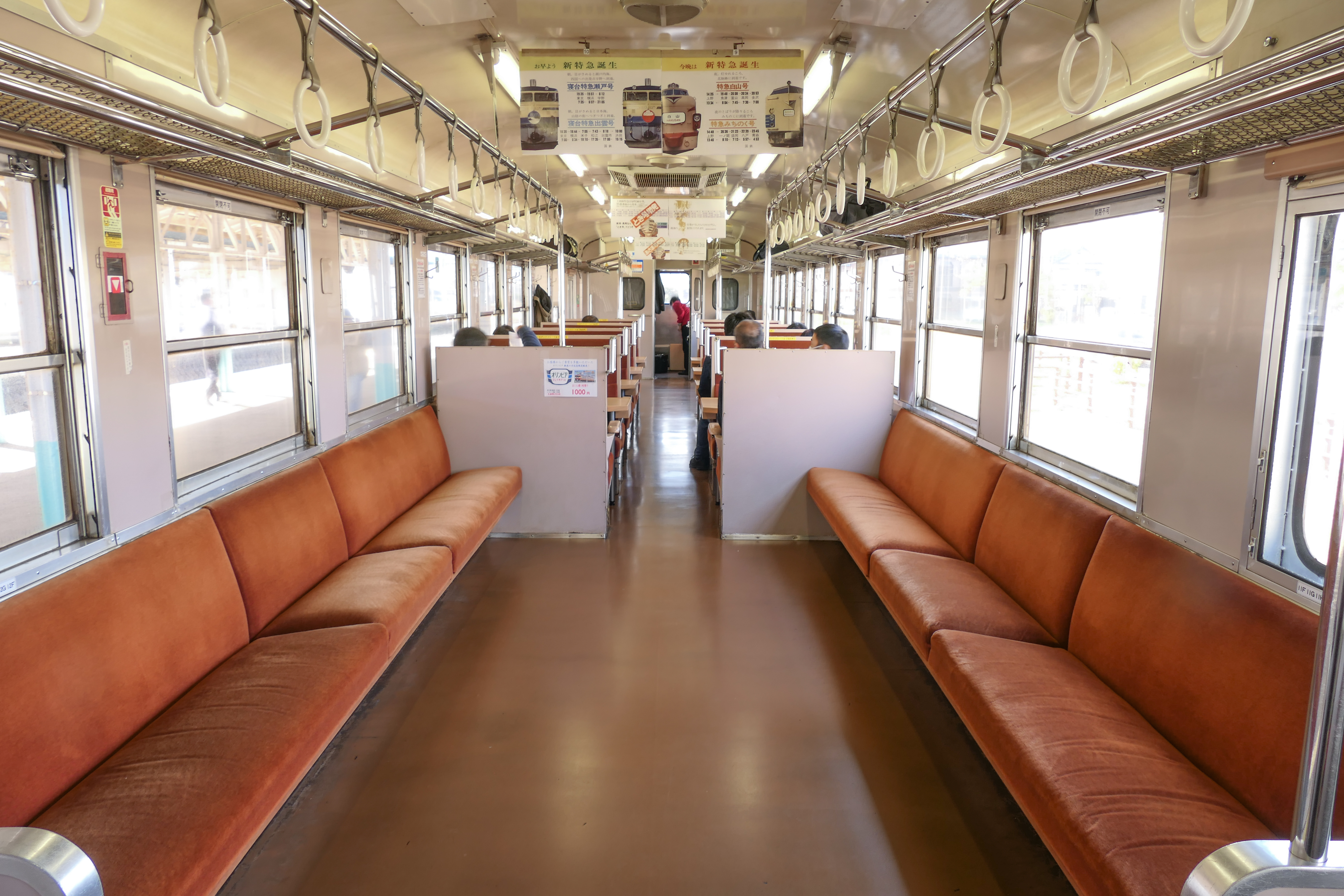
運行開始時の車内
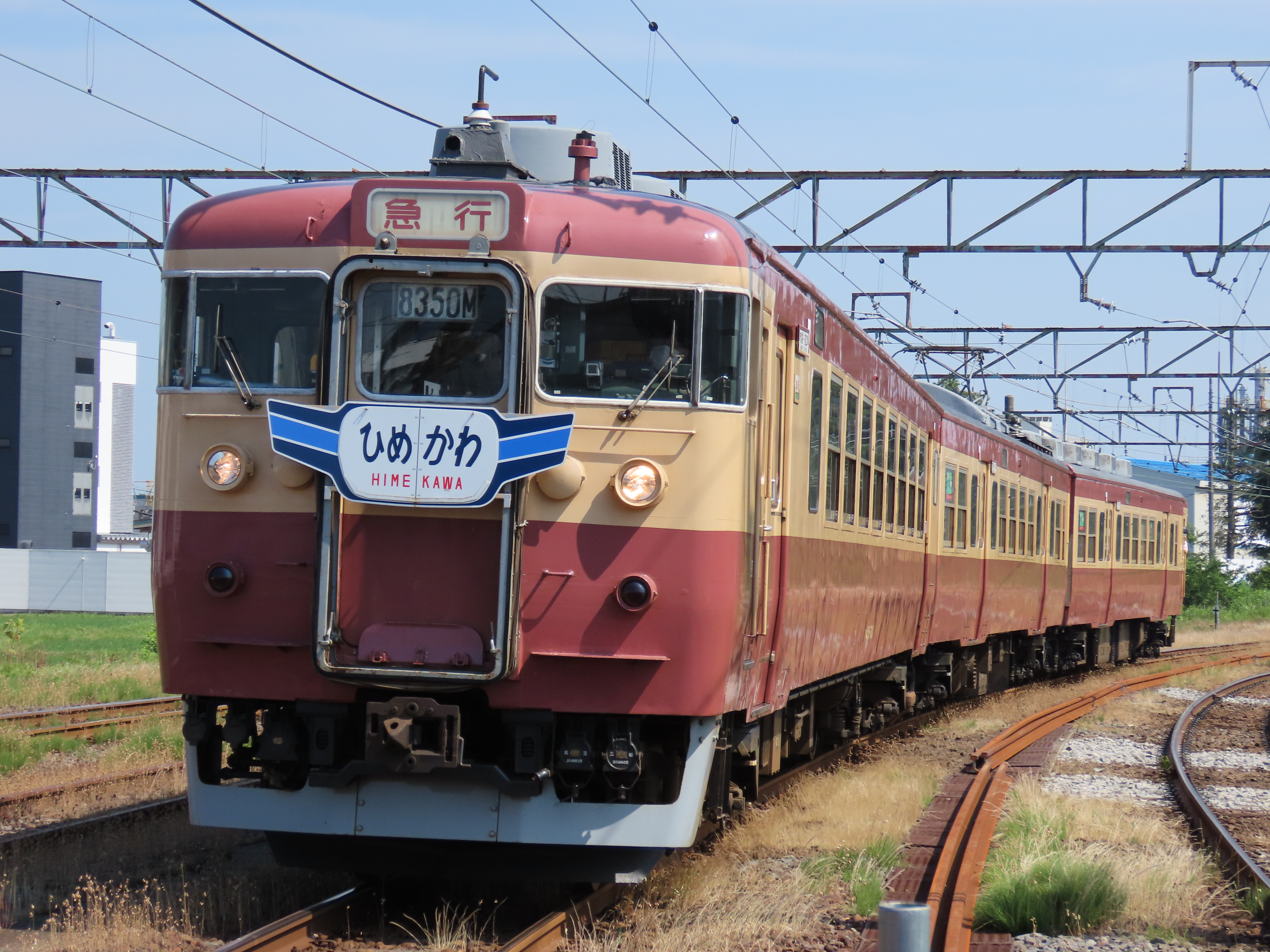
重要部検査後のクハ455-701
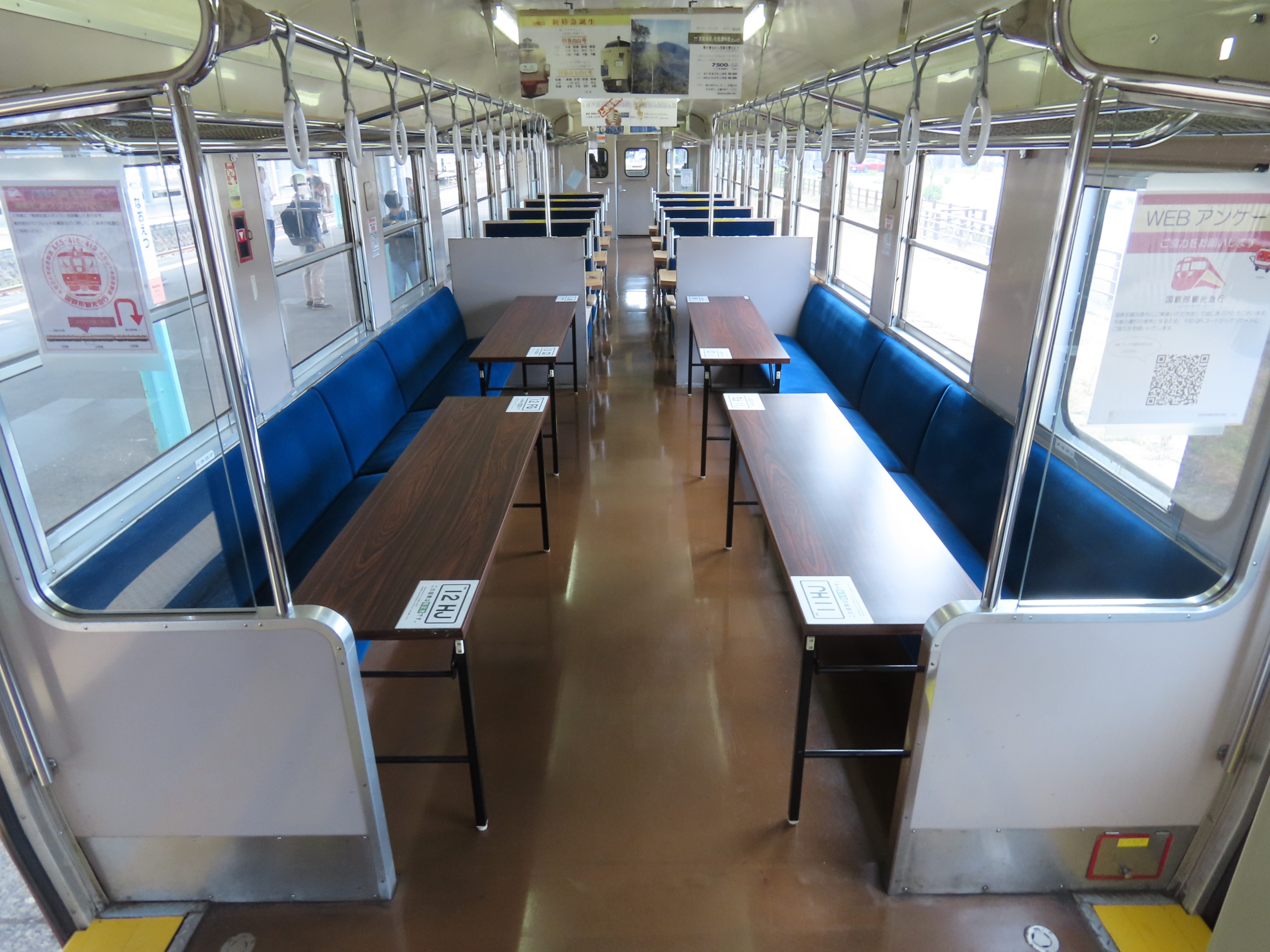
重要部検査後の車内
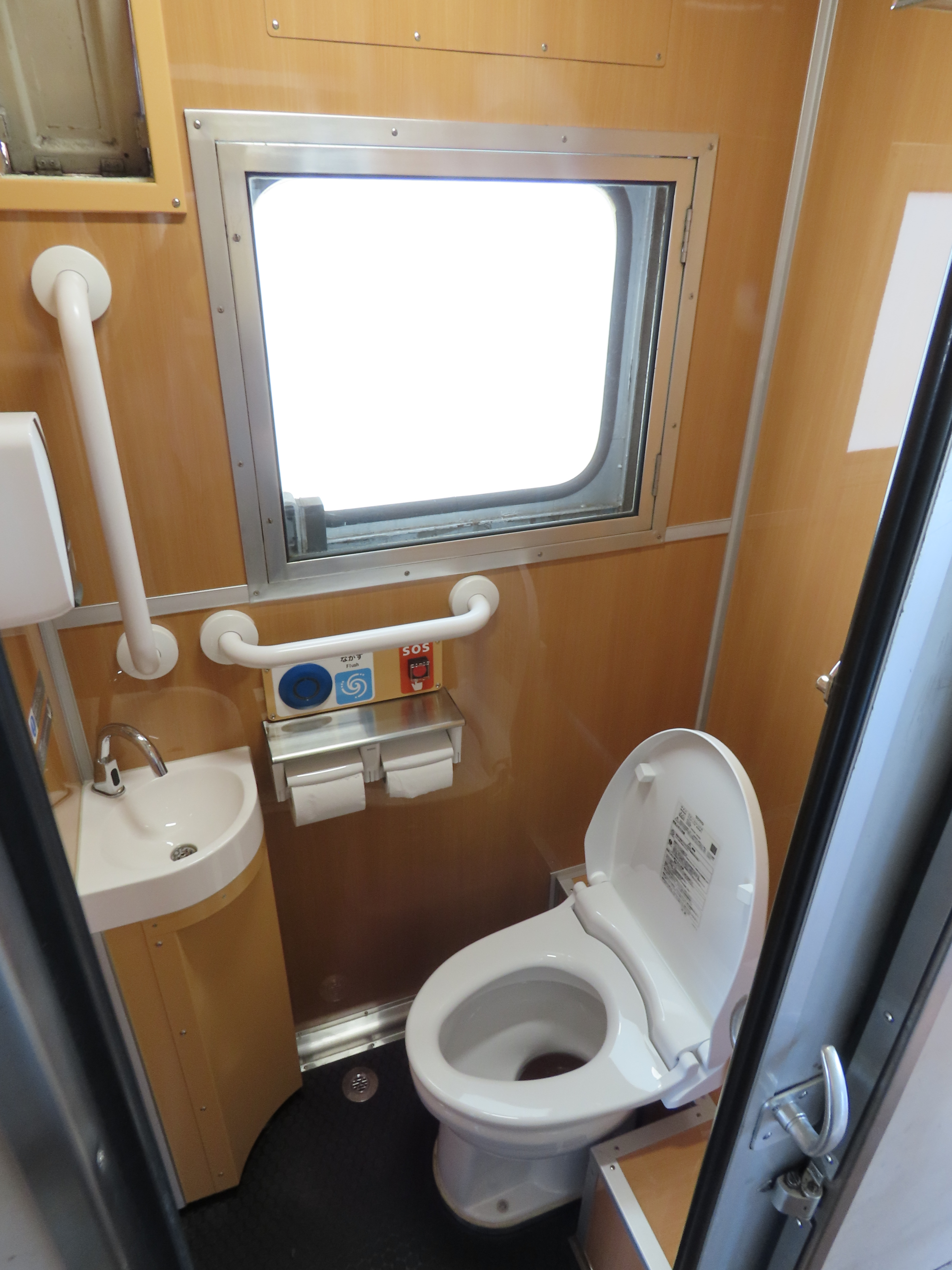
洋式化されたトイレ

## 事故廃車
本系列全体では以下の4両が該当する。
クハ455-45
1973年9月8日に仙山線愛子駅 - 陸前白沢駅間で発生したトラックとの衝突脱線転覆事故の被災車。詳細は日本の鉄道事故 (1950年から1999年)#急行「仙山」衝突脱線転覆事故を参照のこと。
クモハ475-24+モハ474-24+クハ455-602
鹿児島総合車両所所属GK24編成。2007年3月5日に日豊本線加治木駅付近で踏切事故に遭遇。先頭車に組成されていたクモハ475-24が焼損。同月18日で運用終了が予定されていたことから、修復はせずに編成を組成していたモハ474-24・クハ455-602も含み廃車となった。

## 保存車
クモハ455-1・モハ454-4・クハ455-2
埼玉県さいたま市大宮区（一部敷地は北区）の鉄道博物館で静態保存。
- クモハ455-1は、旧国鉄色で館内車両ステーションにて展示。
- モハ454-4・クハ455-2は、仙台色のまま屋外で「フレンドリートレイン」と称した休憩スペースとして利用。

クモハ475-46(解体済)
石川県白山市の金沢総合車両所松任本所車庫内で保存。JR西日本が指定する「登録鉄道文化財」に指定されていたが、2023年6月に解体された。
なお上記のほか、クハ455を模した先頭部のカットモデル（レプリカ）が東京交通短期大学に設置されていた。元々はJR東日本の研修施設で使用されていたもので、鉄道シミュレーターとして授業教材で活用されていた。通常一般公開はされていなかったが、学園祭開催日に体験ができた。現在は建物建て替えのため撤去されている。